# La Chaux-de-Fonds
Pour les articles homonymes, voir La Chaux.
La Chaux-de-Fonds (/la.ʃo.d(e).fɔ̃/) est une ville suisse du canton de Neuchâtel, située à environ 70 km au nord-ouest de Berne dans le massif du Jura, dont la commune est limitrophe de la France. La Chaux-de-Fonds est inscrite depuis juin 2009 avec sa voisine Le Locle sur la Liste du patrimoine mondial de l'UNESCO pour son « urbanisme horloger ». Cette notion reflète la manière dont les besoins particuliers d'une activité mono-industrielle, l'horlogerie, ont marqué l'urbanisation de la ville, entremêlant habitat et ateliers.
Avec 37 233 habitants recensés à la fin de l'année 2023, c'est la deuxième plus grande commune du canton de Neuchâtel, derrière la ville de Neuchâtel (44 898 habitants en décembre 2023).
La commune a été fondée en 1656 et doit son essor et sa renommée à l'horlogerie et à la microtechnique. Entièrement détruite par un incendie en 1794, la ville a été reconstruite selon un plan en damier qui est aujourd'hui encore une originalité au sein des villes suisses. L'urbanisme particulier et l'activité principalement industrielle ont fait dire à Karl Marx que la cité était une « ville-manufacture ».
L'architecte Le Corbusier, le navigateur Laurent Bourgnon, l'écrivain Blaise Cendrars et le constructeur d'automobiles Louis Chevrolet y sont nés. Elle est un centre reconnu de l'Art nouveau ayant donné naissance à une forme de cet art connu sous le nom de Style sapin. À ce titre, elle est membre du Réseau Art Nouveau Network.

## Géographie

### Situation

Vue aérienne de la ville (1950).

La Chaux-de-Fonds se situe au nord-ouest de la Suisse, près de la frontière française, dans une large vallée jurassienne sans eau de surface, à environ 1 000 mètres d'altitude. Elle est la deuxième plus haute ville de Suisse, après Davos.
Sa superficie est de 55,66 km2, ce qui en a longtemps fait la plus vaste du canton (jusqu’à la modification de Val-de-Travers en 2009). 16,7 % de cette superficie correspond à des surfaces d'habitat ou d'infrastructure, 54,7 % à des surfaces agricoles, 27,9 % à des surfaces boisées et 0,7 % à des surfaces improductives. La commune est bordée par le Doubs et le lac de Biaufond au nord.
La commune comprend les localités du Crêt-du-Locle, du Valanvron, des Bulles, de La Cibourg, des Éplatures et des Joux-Derrière. Elle est limitrophe de La Sagne, Le Locle et Les Planchettes, Val-de-Ruz ainsi que de La Ferrière et Renan dans le canton de Berne, Les Bois dans le canton du Jura et du département français du Doubs.

### Climat
On compte 126,9 jours de gel par an en moyenne à La Chaux-de-Fonds dont 25,4 jours en janvier, le mois le plus froid, et 0 jour entre juillet et août. Le nombre de jours atteignant ou dépassant les 25 °C est de 16.5 jours par an. Le nombre annuel d'heures d'ensoleillement est de 1754 pour la période 1991-2020.

#### Orage de juillet 2023
Le 24 juillet 2023, de très forts vents balayent La Chaux-de-Fonds et ses alentours, la ville du Locle est aussi touchée. Cet « événement météorologique » n'a duré que quelques minutes mais a fait d'importants dégâts dans la cité horlogère. Des rafales ont été mesurées à 217 km/h, des dizaines d’arbres ont été brisés ou arrachés. Plus de 3 300 bâtiments sont touchés sur les 7 500 que compte la zone, surtout les toits ; les dégâts sont d’abord estimés à 70~90 millions de francs, puis à 117 millions en avril 2024. De nombreux véhicules ont été détruits, le trafic ferroviaire a été interrompu. Une grue est tombée et a fait une victime, il y a eu en outre une quarantaine de blessés,,.
Si les journaux et le public ont souvent parlé de « tempête », des météorologues ont utilisé les termes d’« orage », de « tornade » ou de « microrafale », puis ils ont qualifié a posteriori l’événement d’« orage supercellulaire ». Le caractère hybride de cette tempête s'est manifesté par des dégâts suggérant une « tornade » sur le flanc nord, et une « microrafale » sur le flanc sud,.

#### Relevé météorologique
| Mois                              | jan. | fév. | mars | avril | mai  | juin | jui. | août | sep. | oct. | nov. | déc. | année |
| --------------------------------- | ---- | ---- | ---- | ----- | ---- | ---- | ---- | ---- | ---- | ---- | ---- | ---- | ----- |
| Température minimale moyenne (°C) | −5,4 | −5,4 | −2,1 | 1,1   | 4,9  | 8,5  | 10,2 | 9,9  | 6,7  | 3,4  | −1,1 | −4,1 | 2,2   |
| Température moyenne (°C)          | −1   | −0,7 | 2,6  | 6,1   | 10,2 | 13,8 | 15,6 | 15,4 | 11,5 | 8    | 3,1  | −0,1 | 7     |
| Température maximale moyenne (°C) | 3    | 3,6  | 7,1  | 11    | 15   | 18,9 | 20,8 | 20,7 | 16,6 | 12,8 | 7,2  | 3,8  | 11,7  |
| Précipitations (mm)               | 107  | 93   | 99   | 96    | 131  | 119  | 131  | 131  | 114  | 117  | 118  | 133  | 1 389 |

### Transports

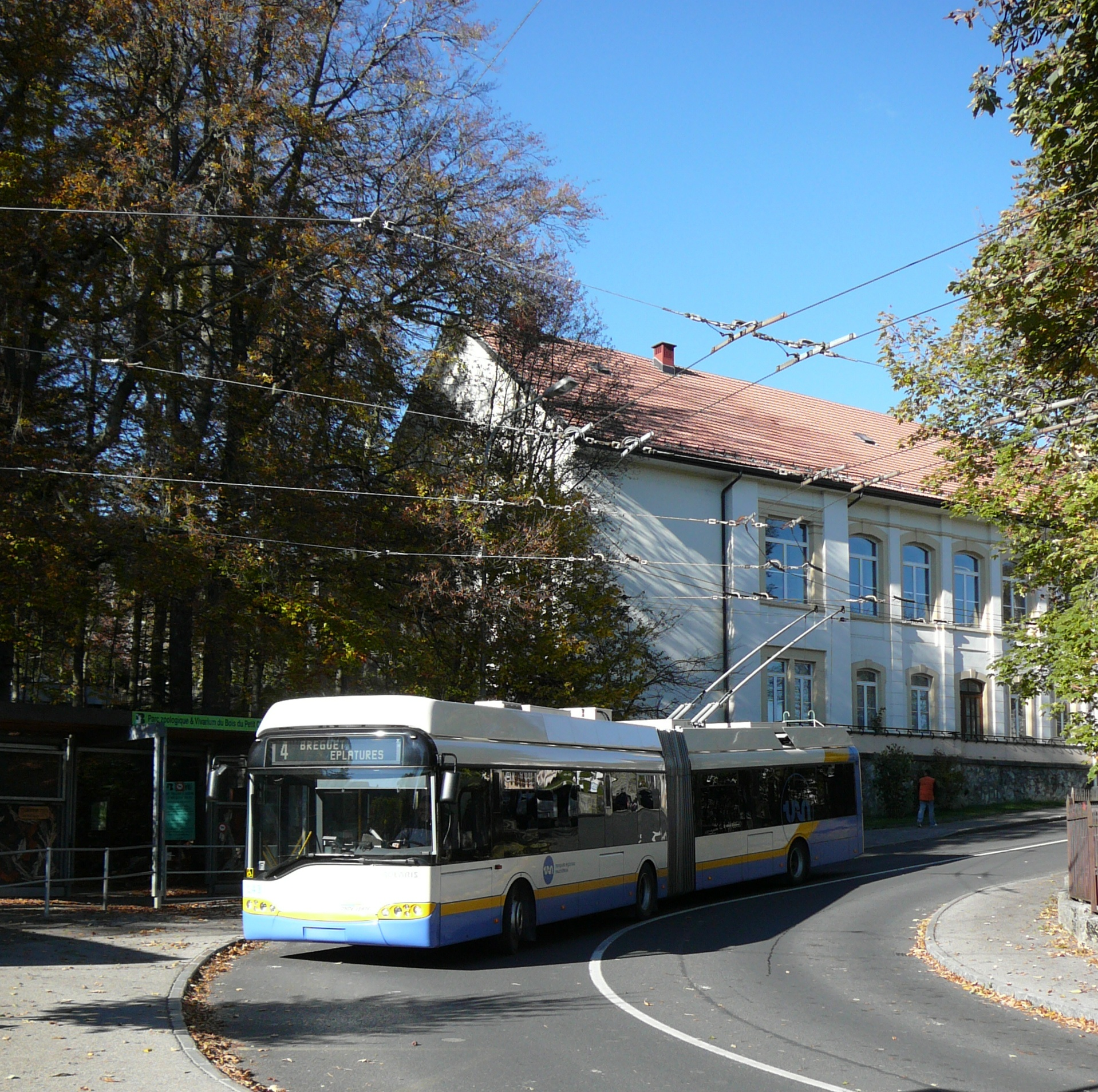
Trolleybus articulé du réseau urbain en 2007.

La Chaux-de-Fonds est reliée par trains CFF à Bienne, Neuchâtel et au Locle. Des lignes de trains rejoignent les Franches-Montagnes (ligne des CJ en direction de Saignelégier et Glovelier) et la vallée de La Sagne (ligne TransN en direction des Ponts-de-Martel). De plus, elle est, depuis 2006, terminus de la ligne de train venant de Besançon (France) via Morteau par trains automoteurs (autorails diesel). La ligne ne poursuivait alors pas au-delà de la gare du Locle. Un ancien réseau de trolleybus (lignes 1, 2 et 4) et de bus urbains dessert les divers quartiers. La ville a également disposé, entre 1897 et 1950, d'un tramway. On peut aussi y pratiquer la mobilité douce grâce aux vélos roses.
L'autoroute J20 relie la ville à celle de Neuchâtel (H20), en passant par le tunnel sous la Vue des Alpes et évite ainsi le passage par le col, parfois difficilement praticable l'hiver. L'autoroute depuis Neuchâtel continue ensuite en direction du Locle. Une route quitte également la ville en direction des Franches-Montagnes et une en direction de Belfort en France, par Biaufond.

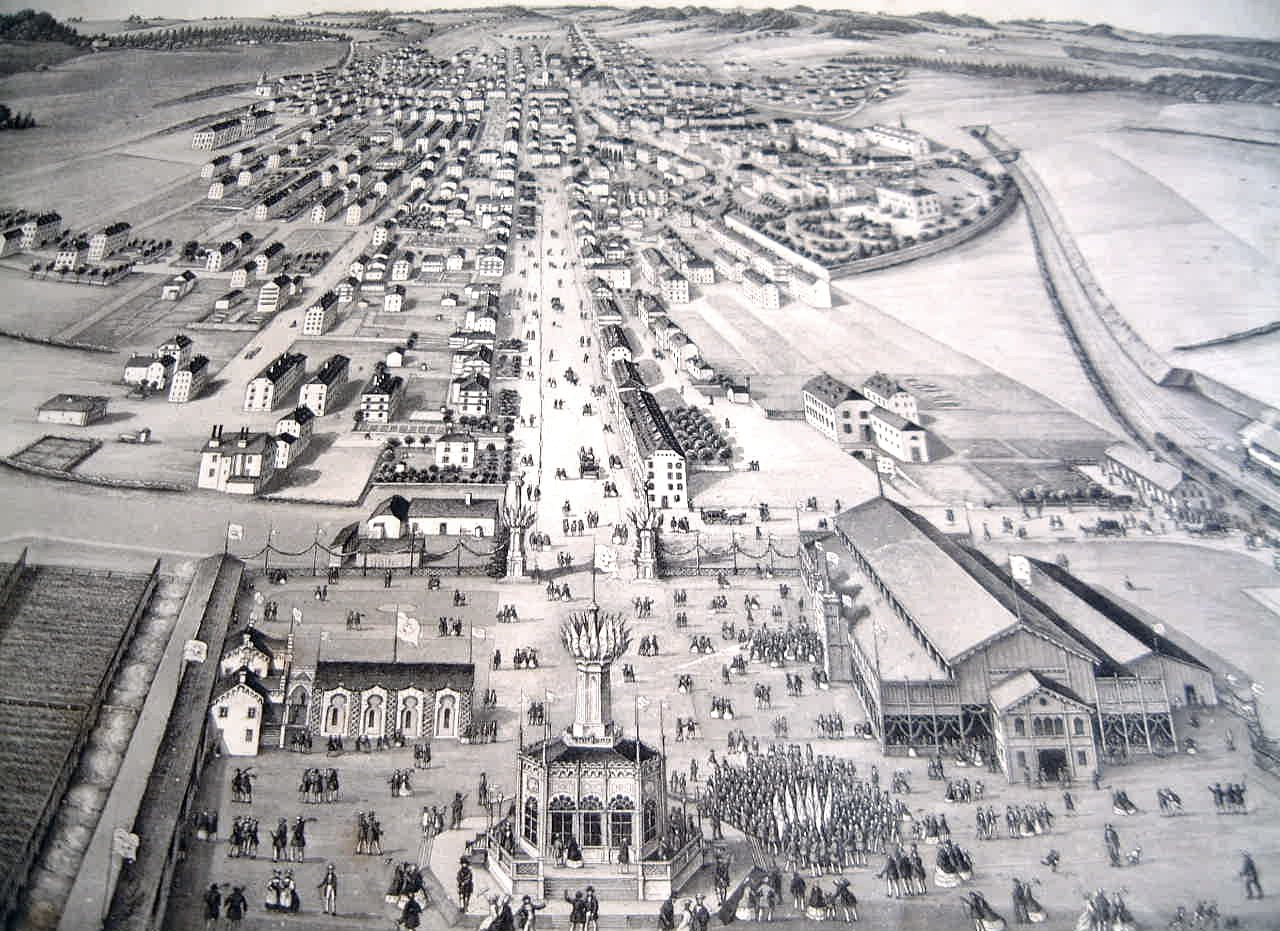
La Chaux-de-Fonds pendant le tir fédéral de 1863 avec l'arrivée du train du Jura industriel (sur la droite).

Historiquement, la première ligne de chemin de fer du canton de Neuchâtel a vu le jour entre Le Locle et La Chaux-de-Fonds, en 1857, à l'époque gérée par la Compagnie du Jura industriel et financée par les villes. Dès le 15 juillet 1860, la ligne est ouverte entre Neuchâtel et Le Locle, en passant sous la Vue des Alpes par le tunnel des loges, qui est à l'époque en Suisse le plus long tunnel ferroviaire avec ses 3 259 mètres. Les coûts sont énormes et ces investissements plongeront la ville dans une grave crise financière lorsque la Compagnie du Jura Industriel fait faillite en 1861. À l'époque, il fallait compter 1 h 20 pour se rendre de la Chaux-de-Fonds à Neuchâtel et 1 h 40 pour en revenir.

## Toponymie
La signification et l'origine du nom de la ville ne font pas l'unanimité. Le mot « Chaux » vient de la racine pré-indo-européenne calmis dont le sens est « plateau aride, maigre pâturage ». Le mot « fonds » semble inspiré du mot latin fons, fontem signifiant « source, fontaine ». L'explication la plus probable établit un rapport avec Fontaines (Val de Ruz). À l'origine, La « Chaux de Fonds » aurait donc été un pâturage d'été utilisé par les habitants de Fontaines.
Vers 1350, le lieu-dit s'appelle la Chaz de Fonz (Chaz qui désigne en patois vaudois les pâturages où le calcaire jurassique affleure et qui sont impropres à la culture, puis vers 1378 Chault de Font. Vers 1420 Chauz de fonds et vers 1438 Chaud de Fond.
On trouve également l'orthographe La Chaux de Fons (sans tiret et sans la lettre d).
La commune est familièrement désignée sous le nom de La Tchaux.
Son ancien nom allemand est Schalu.

## Histoire

### De la colonisation à la commune
À l'époque épipaléolithique (10 300 - 9 000 av. J.-C.), quelques vestiges attestent de la présence humaine contemporaine de l'homme de Cro-Magnon dans la région, par exemple à la grotte du Bichon dans les côtes du Doubs où un crâne humain et d'autres fragments furent découverts en 1956.
Il existe un chemin de chaille nommé « chemin des Romains », dont la toponymie reste obscure et autour duquel aucune fouille archéologique n'a été entreprise, puisque l'histoire officielle débute bien plus tard que l'époque romaine.
Les premiers colons arrivent probablement au XIe siècle ou XIIe siècle dans les Montagnes neuchâteloises et sont principalement originaires du Val-de-Ruz, région qui appartient alors à la seigneurie de Valangin. À cette époque, les montagnes sont recouvertes de ce qu’on appelle les Noires Joux (la forêt) et les fonds de vallées sont marécageux. Il faut donc d’abord défricher les terres avant de pouvoir les exploiter. Pendant longtemps, les montagnes de Valangin ne sont utilisées que pour l’estivage du bétail. Les colons arrivent d’abord dans les vallées de La Sagne et du Locle, car le premier chemin ne passe pas sur le sol chaux-de-fonnier. Malgré le climat rude et le sol peu productif, des colons finissent par s’installer définitivement dès le milieu du XIVe siècle dans les montagnes et sont affranchis de certaines obligations par le seigneur de Valangin, ceci certainement afin de favoriser leur implantation et compenser le manque à gagner lié aux mauvaises terres des montagnes. Les affranchis sont appelés francs habergeants.
Le territoire de La Chaux-de-Fonds a donc d’abord été utilisé par des habitants de Fontainemelon pour l’estivage. Mais dès 1358, les premiers colons à l’année sont répertoriés, tous originaires de Fontainemelon. Cependant, ils n’appartiennent pas au Clos de la Franchise et ne privilégient donc pas du statut de franc-habergeant comme les Sagnards ou les Loclois. Dès le XVIe siècle, ce sont ces derniers qui commencent à peupler La Chaux-de-Fonds, et non plus des gens du Val-de-Ruz, car le Clos de la Franchise commence à être surpeuplé.
En 1510, La Chaux-de-Fonds compte 45 tenanciers, tous agriculteurs, et répartis de manière hétérogène sur le territoire. La première église du village est certainement bâtie en 1523 et la Réforme arrive en 1528. Comme la seigneurie de Valangin est l’alliée de Berne, le protestantisme se propage rapidement. Jusqu’en 1656, La Chaux-de-Fonds fait encore partie de la mairie de Valangin. Ce n’est qu’en décembre que le duc Henri II d'Orléans-Longueville signe l’acte d’érection de la nouvelle mairie à Rouen. La Chaux-de-Fonds est dès lors une commune à part entière et Abraham Robert en devient le premier maire. Ainsi la paroisse devient aussi un ensemble administratif et judiciaire doté d'un tribunal de basse justice.

### Débuts de l'horlogerie
Si l’horlogerie suisse naît à Genève au XVIe siècle à la suite de l’interdiction par Jean Calvin du port d’objets ornementaux, elle arrive rapidement en terres chaux-de-fonnières. Les paysans des Montagnes ont toujours eu des aspirations artisanales pour occuper leurs longues soirées, comme le travail du bois ou du fer. Au XVIIe siècle, les échanges entre régions sont nombreux et les hommes des Montagnes neuchâteloises visitent souvent les foires. De plus, les artisans voyagent beaucoup, ce qui favorise l’introduction du savoir horloger à La Chaux-de-Fonds.
Comme la population des Montagnes augmente sans cesse au XVIIe siècle, les domaines agricoles deviennent de plus en plus petits, ce qui implique la nécessité de pratiquer une autre activité lucrative en marge de l’agriculture. C’est dans ce contexte que les horlogers-paysans se répandent. De plus, la dentellerie fait également son apparition à La Chaux-de-Fonds, ce qui apporte un revenu supplémentaire aux foyers. C’est d’abord l’horlogerie de gros volume qui fait son apparition dans les montagnes neuchâteloises, puis les pendules (dites neuchâteloises) et finalement les montres dans la deuxième moitié du XVIIe siècle.
Le début du XVIIIe siècle est marqué par le passage de Neuchâtel aux mains du Roi de Prusse (en 1707). Jusqu’alors, Neuchâtel avait ses propres dirigeants (la seigneurie de Valangin, d’abord sous le giron de l’évêché de Bâle, passa en mains neuchâteloises en 1592). Cet éloignement du souverain garantit à Neuchâtel une certaine indépendance tout en étant assuré d’une bonne protection. Bien que les Chaux-de-Fonniers paraissent satisfaits de ce choix, un autre problème provoque leur mécontentement : ils se sentent désavantagés par rapport au Littoral qui détient la quasi-totalité du pouvoir au Conseil d’État.
Mais le début de ce siècle est surtout important, car c’est lui qui a vu agir une personnalité majeure pour les Montagnes : Daniel Jeanrichard. Cet horloger est à l’origine du système de l’établissage qui est sans aucun doute à la base de l’expansion de l’horlogerie dans les montagnes. Grâce à cette pratique, impliquant une plus grande division du travail ainsi qu’une plus grande autonomie de la région, une véritable industrie est née. Cet essor économique va impliquer la disparition progressive des horlogers-paysans et l’apparition d’horlogers à part entière. Ainsi, de nombreux paysans suisses-allemands viennent reprendre les domaines délaissés. Cette vague d’immigration est importante, car la population double entre 1750 et la fin du siècle. L’essor de cette petite industrie horlogère va également attirer des commerçants étrangers, entre autres des Juifs venant d’Alsace.
Les Chaux-de-Fonniers sont plutôt réfractaires aux personnes d’autres confessions que le protestantisme (on expulse régulièrement des catholiques et des anabaptistes), mais les Juifs semblent être tolérés, du moins lorsqu’ils ne sont que de passage, car ils contribuent à l’écoulement des stocks. Encore en 1845, l'avocat et député français Adolphe Crémieux représente les intérêts d'ouvriers français en horlogerie à la Chaux-de-Fonds, expulsés de Suisse parce que juifs, en application de la loi du canton, qu'il n'hésite pas à fustiger ainsi que sa réputation de « terre de liberté » à la Chambre des représentants, au motif que « les traités entre la France et la Suisse déclarent que les Suisses seront traités en France comme les citoyens français, et que les Français seront traités en Suisse comme les citoyens suisses », et qu'ils ne sont pas exécutés par la Suisse, « simulacre de république ». En 1848, une nouvelle constitution apporte l'égalité des droits aux chrétiens mais les Juifs ne jouissent toujours pas de la liberté de religion qui ne sera obtenue que 26 ans plus tard.
L’émergence des activités artisanales dans les montagnes va impliquer un changement dans l’aspect du village de La Chaux-de-Fonds. Des maisons locatives commencent à voir le jour ainsi que des maisons d’habitations, à mi-chemin entre fermes et immeubles locatifs, qui permettent la pratique de l’horlogerie ou d’autres nouvelles activités lucratives tout en continuant de cultiver un petit domaine. Les toits sont faits de bardeaux, ce qui aura son importance par la suite.

### Grand incendie et nouveau plan du village
Dans la nuit du 4 au 5 mai 1794, un incendie survient dans la cuisine d’une maison en bois. En raison de divers concours de circonstances (une caisse de poudre à canon et un tonneau d'huile sont entreposés dans la pièce voisine de la cuisine où le feu se déclare, le marguillier se blesse à la tête dans sa hâte et ne peut donc pas sonner le tocsin assez longtemps), l’incendie se propage rapidement. Cinquante-deux maisons sont détruites par le feu et seules quelques habitations aux extrémités de l'agglomération sont épargnées. L’église, son clocher et la cure sont perdus. L'incendie ne fera cependant aucune victime.
La solidarité joue un rôle important dans la reconstruction. Une collecte est organisée dans les églises de la principauté, mais aussi dans toute la Suisse. 175 familles se retrouvent à la rue ; si certaines émigrent, la plupart restent cependant sur place. Sur 4 560 habitants en 1793, il en reste encore 4 119 en 1795. La reconstruction rapide et efficace évite une vague d’émigration importante. Trois mois après l’incendie, on annonce le début des travaux du nouveau temple.

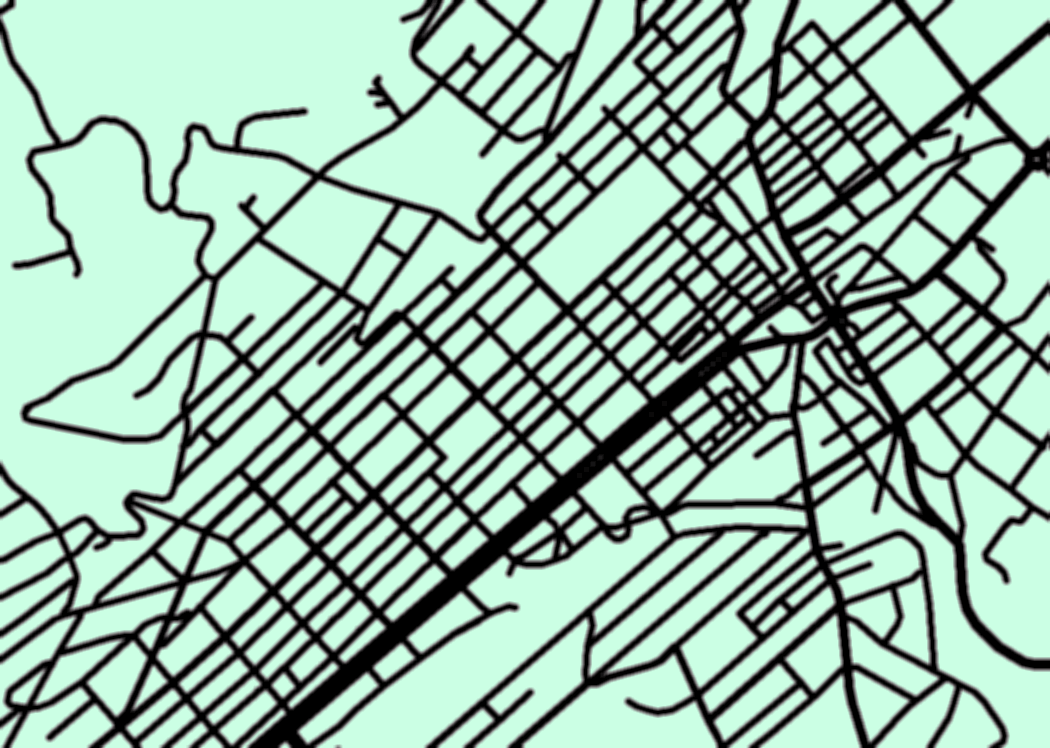
Plan en damier de la ville.

Cet incendie a un impact très fort sur la suite de l’histoire chaux-de-fonnière, car la reconstruction de l'agglomération se fait selon un plan bien particulier dû à Moïse Perret-Gentil, maître graveur. Les nouvelles rues se coupent à angle droit et une place publique se tient au centre du village (actuellement la place de l’Hôtel-de-Ville). La cohérence de ce nouveau plan va permettre à La Chaux-de-Fonds d’entrer dans l'ère moderne, prête à accueillir les multiples changements qui allaient survenir, comme l’apparition de l’électricité, des transports et des télécommunications. La ville se développe sur le flanc de la vallée le mieux exposé au soleil, conformément au principe généralement appliqué du « Sonnenbau ». Sans l’incendie de 1794, La Chaux-de-Fonds n’aurait sans doute jamais son trait le plus caractéristique, ses rues se coupant à angle droit. Cette première phase de reconstruction est encore visible de nos jours. L'ingénieur Charles-Henri Junod poursuit par la suite la reconstruction selon un plan en damier en 1835 et 1841.

### Montée du libéralisme et proclamation de la République
Dès la fin du XVIIIe siècle, de nombreuses conditions sont réunies pour que les idées libérales se répandent dans les Montagnes neuchâteloises. On peut en retenir trois principales. Tout d’abord, le pouvoir dans la principauté est concentré sur le Littoral. Ensuite, les œuvres de Rousseau, de Voltaire et d'autres philosophes de cette époque apparaissent dans la région. Finalement, la Révolution française éclate non loin des Montagnes. De plus, l’essor de l’horlogerie aux dépens de l’agriculture favorise les contacts avec l’extérieur ainsi que la propagation d’un mode de vie qui prend plus en compte les aspects intellectuels et culturels.
La Révolution française et la Déclaration des droits de l'homme et du citoyen divisent la population des montagnes en deux camps : les patriotes et les orangistes. Des affrontements violents ont parfois lieu entre les deux clans. Malgré cela, la Société patriotique, avec Moise Perret-Gentil à sa tête, n’a rien de révolutionnaire. Elle réclame simplement une amélioration des institutions en place. Jusqu’en 1793, le gouvernement n’intervient pratiquement pas, car il craint une intervention française. Mais dès que la nouvelle république commence à s’affaiblir, après l’exécution de Louis XVI de France et quelques défaites révolutionnaires, une phase de répression commence. Certains patriotes sont expulsés des Montagnes, d’autres quittent d’eux-mêmes la région.
En 1806, un nouveau changement de régime s’opère. Le roi de Prusse décide de céder la principauté de Neuchâtel à Napoléon. C’est sous ce nouveau régime que les deux grandes routes reliant les Montagnes au Littoral sont construites (par la Vue des Alpes et La Tourne). Mais en 1813, les défaites successives de Napoléon impliquent une annexion de la principauté par l’armée autrichienne. C’est le roi de Prusse qui va finalement reprendre possession de Neuchâtel en 1814. En septembre de la même année, la principauté va entrer dans la Confédération suisse comme nouveau canton en même temps que le Valais et Genève. Cependant, la souveraineté du roi de Prusse est maintenue, ce qui place le canton de Neuchâtel dans une situation unique en Suisse.
Les quinze années suivantes sont placées sous le signe de la Restauration. Les avancées libérales sont étouffées et les libertés sont réduites. Mais les esprits ne se calment pas pour autant. Les progressistes rêvent de la fin de la souveraineté du roi de Prusse alors que les conservateurs souhaitent la rupture totale avec la Confédération. Dès 1830, sous la pression de l’opinion publique, un corps législatif, élu par le peuple, voit le jour et une certaine liberté de presse est retrouvée. En 1831, quelques tentatives de prise de pouvoir par les républicains vont échouer et aboutir à l’emprisonnement ou l’exil de plusieurs personnalités marquantes des Montagnes. Les années qui suivent sont marquées par un retour des royalistes. On pense même à sortir Neuchâtel de la Confédération, ce que la Diète refuse.
La Chaux-de-Fonds devient un véritable bastion républicain dans la première moitié de ce XIXe siècle. En effet, l’industrialisation effrénée de cette cité, accompagnée d’une forte augmentation de la population, renforce le sentiment d’injustice envers la concentration du pouvoir dans le bas du canton. La puissance économique est maintenant dans les Montagnes, mais le Littoral semble l’ignorer. De plus, la forte proportion d’étrangers issus de l’immigration va grossir les rangs des républicains.
La proclamation de la Seconde République en France ainsi que quelques autres événements, notamment une période de crise en 1846-1847, va créer une nouvelle agitation parmi les républicains. Cette fois, la pression populaire est trop grande et les comités royalistes du Locle dans un premier temps, puis de la Chaux-de-Fonds et du Val-de-Travers abandonnent le pouvoir le 29 février 1848. Neuchâtel suivra ensuite. Bravant la tempête hivernale, un millier d’hommes des montagnes neuchâteloises se rassemblent à La Chaux-de-Fonds. Dirigés par Fritz Courvoisier, ils descendirent les versants jurassiens afin de rejoindre le littoral. Les révolutionnaires s’emparent du Château de Neuchâtel le soir du 1er mars sans verser de sang. La république est désormais instaurée.

### Deuxième moitié duXIXesiècle

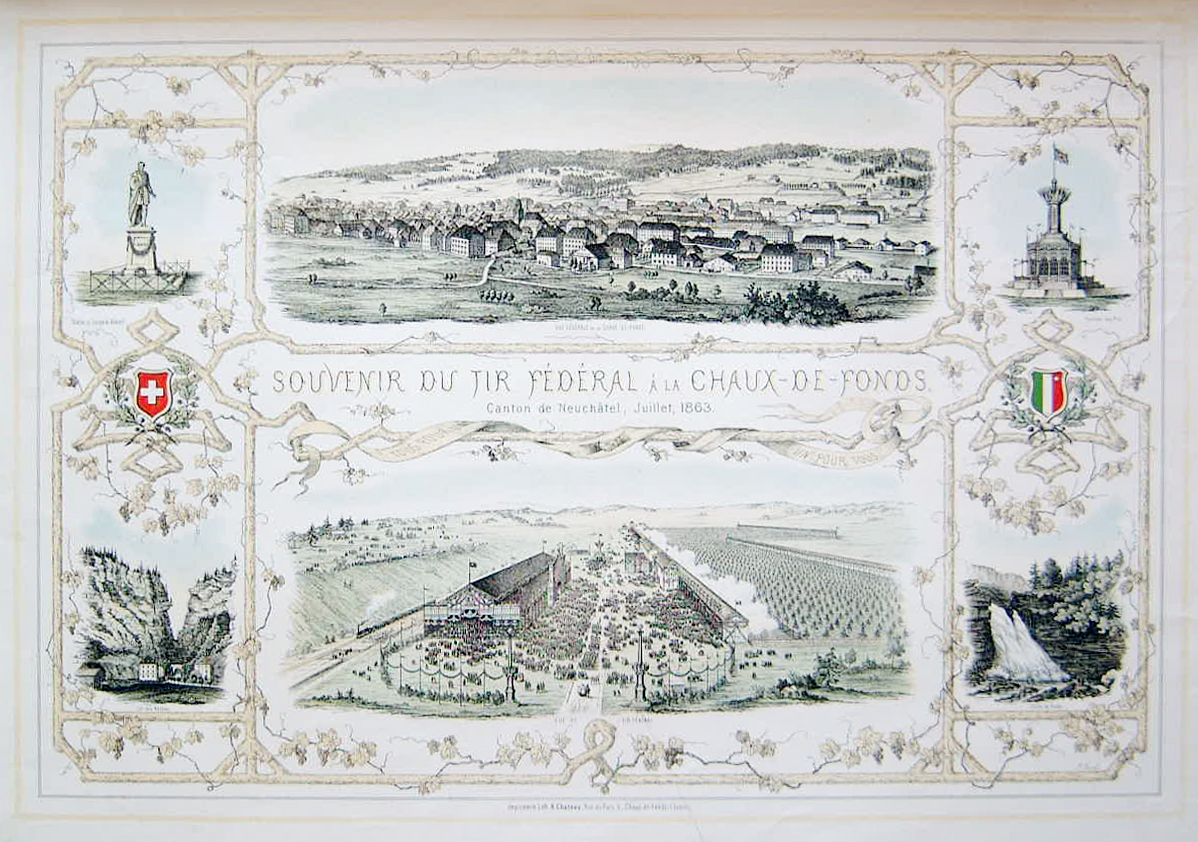
Souvenir du Tir fédéral de 1863 à La Chaux-de-Fonds.

À partir de 1848, La Chaux-de-Fonds est le pôle économique du canton de Neuchâtel. La vie sociale et culturelle s'intensifie et les infrastructures urbaines se développent avec les musées, le théâtre et la bibliothèque. La deuxième moitié du XIXe siècle voit un fort afflux d'immigrants venant de Suisse alémanique, de France, d'Italie et d'Allemagne.
En juillet 1863 le "village" accueille des tireurs de toute la Suisse pendant le tir fédéral, grande fête patriotique qui a lieu à l'emplacement du stand de tir des Armes-Réunies.
Dans les années 1870, le Jura suisse accueille de nombreux réfugiés politiques de toute l'Europe : ex-communards français, proscrits russes et italiens... Beaucoup d'entre eux s'insèrent dans les sociétés ouvrières affiliées à la Fédération jurassienne de l'Association internationale des travailleurs. Dans ce melting-pot s'élabore un nouveau courant socialiste, l'anarchisme communiste, qui affirmera son existence lors de deux congrès à La Chaux-de-Fonds, en octobre 1879, puis en octobre 1880.
Les Juifs venant d'Alsace jouèrent un rôle économique et culturel important, la communauté comptant à cette époque 850 israélites. La synagogue construite en 1896 est une des plus grandes de Suisse. En 1900, La Chaux-de-Fonds est un centre important de production et du commerce de la montre. La production se mécanise dans les manufactures horlogères.

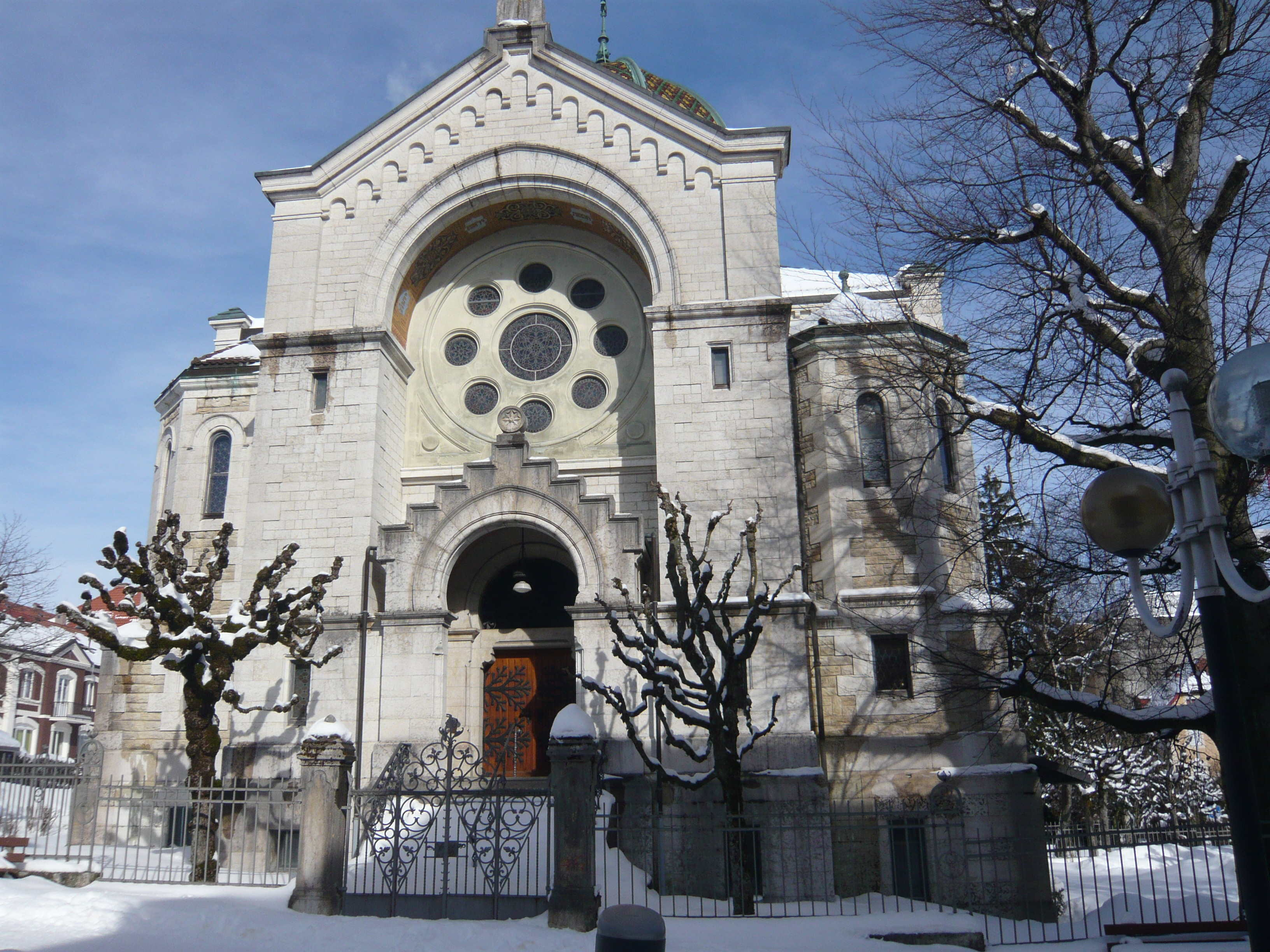
Synagogue de La Chaux-de-Fonds

En 1912 le nouveau système proportionnel permet l'accès au pouvoir de la gauche. Entre 1945 et 1975, l'industrie horlogère permet à la ville de vivre une période d'essor économique sans précédent. La population atteindra son apogée avec 43 000 habitants en 1967.
Avec la crise horlogère de 1975 qui toucha la ville, 2 000 emplois et 1 000 habitants seront perdus. La ville réagit en diversifiant ses industries et bénéficia des aides fédérales attribuées aux régions de montagne.
En 1994 est inauguré le tunnel autoroutier sous la Vue des Alpes qui permet de rapprocher la ville de celle de Neuchâtel.
Le 24 juillet 2023, une violente tempête s'est abattue sur la ville. Le bilan est de 1 mort et une quarantaine de blessés. Plus de 64% des bâtiments ont été endommagés.

## Politique

### Organisation et tendances
La ville est à majorité de gauche depuis le début du XXe siècle.
Elle est dirigée depuis 1936 par un exécutif de cinq membres, élu par le peuple depuis 2004 et appelé Conseil communal. Depuis les dernières élections en date du 25 octobre 2020, ce conseil comprend 1 socialiste (Théo Huguenin-Elie), 1 POP (Théo Bregnard), 1 libéral-radical (Jean-Daniel Jeanneret), 1 UDC (Thierry Brechbühler) et un Vert (Patrick Herrmann). La présidence du Conseil communal est tournante, se renouvelant annuellement.
Le pouvoir législatif est le Conseil général, formé de 41 membres (7 PS, 9 PLR, 7 POP, 10 Verts, 2 Verts libéraux, 5 UDC et 1 du Centre, anciennement PDC, depuis les dernières élections communales qui ont eu lieu en 2020). Les partis de gauche sont majoritaires depuis les élections de 1912 (à l'exception des années 1915 à 1918). Les Verts connaissent une forte progression lors des dernières élections de 2020, corollaire à une perte de vitesse des partis traditionnels, ce qui a eu pour effet de renforcer considérablement la majorité de gauche déjà historiquement durablement établie. Les 41 membres et 11 membres suppléants sont élus par le peuple tous les quatre ans, selon le système de la représentation proportionnelle.
Avant la modification du règlement en 2004, la présidence du Conseil communal n'était pas tournante. Les anciens présidents ont été les socialistes :
- Justin Stauffer (1918-1924)
- Paul Stähli (1924-1936)
- Hermann Guinand (1936-1948)
- Gaston Schelling (1948-1959)
- Marcel Itten (1959-1960)
- André Sandoz (1960-1970)
- Maurice Payot (1970-1980)
- Francis Matthey (1980-1988)
- Charles Augsburger (1988-2004).

### Gestion des déchets
Au centre est de la ville se trouve une usine d'incinération. Mise en service en 1972, elle répond aux préoccupations collectives de l'augmentation du volume de déchets et de la nécessité de préserver l'environnement. Jusqu'alors, les déchets communaux étaient soit stockés, soit brûlés en plein air. La structure est alors intercommunale et regroupe les communes du Locle, des Brenets, de La Sagne, ainsi que les communes du Jura bernois de La Ferrière, Renan, Saint-Imier, Sonvilier et de Villeret. On opte pour une implantation en ville afin de récupérer l'énergie thermique et alimenter en chaleur les bâtiments proches, via un système de cogénération qui permet à la fois un chauffage urbain et la production électrique.
L'usine est entièrement rénovée entre 1992 et 1994 et accepte dès 1996 les déchets de l'ancienne décharge de Tavannes, tout en lui envoyant les mâchefers que cette dernière traite. En 2015, 101 nouvelles communes actionnaires y adhèrent, l'installation jusqu'ici appelé Cridor reçoit la quasi-totalité des déchets du canton du Jura et du Jura bernois. En 2008, Cridor fusionne avec Saiod et change de nom pour Vadec SA,.

## Population

### Gentilé et surnoms

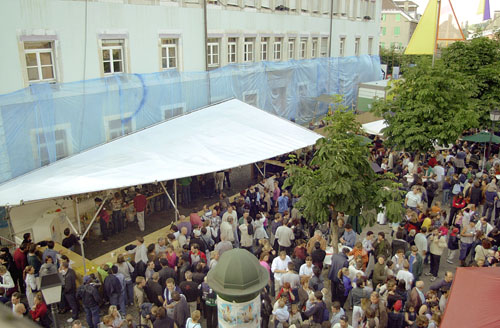
Population lors de La Plage des Six Pompes.

Les habitants de la commune se nomment les Chaux-de-Fonniers (anciennement, les Chauliers).
Ils sont surnommés les Chiffonniers, Les Pattiers, les Mangeurs de Cervelats et les Meuqueux (soit ceux qui braillent, du bernois möögge).

### Démographie
Religions en La Chaux-de-Fonds, 31.12.2018 (population totale)
- Catholiques romaines (40,9 %)
- Protestantes (24,9 %)
- Autres groupes chrétiens (1,5 %)
- Islam (8,5 %)
- Judaïsme (0,2 %)
- Autres religions (3,5 %)
- Aucune appartenance (16,4 %)
- Sans indication (4,1 %)

#### Évolution de la population
La commune compte 37 233 habitants au 31 décembre 2023 pour une densité de population de 669 hab/km2. Sur la période 2010-2023, sa population a diminué de −0,7 % (canton : 3,6 % ; Suisse : 9,4 %).  La Chaux-de-Fonds est la deuxième commune la plus peuplée du canton et la cinquième de Suisse romande (si on ne tient pas compte de la ville bilingue de Bienne) après Genève, Lausanne, Fribourg et Neuchâtel.
La ville a vu sa population augmenter fortement avec le développement économique rapide au XIXe siècle. En 1800, la commune comptait environ 5 000 habitants, 100 ans plus tard, au tournant du siècle, elle en comptait plus de 35 000. À cette époque déjà, la population étrangère est fortement représentée avec environ 16 % d'étrangers en 1860, principalement des Allemands et plus tard des Italiens. La population issue du canton de Berne est également bien représentée, ce qui est particulièrement bien mis en évidence par le recensement de 1880 qui comptabilise près d'un tiers de personnes de langue maternelle allemande.
En 1910, elle comptait autant d'habitants qu'aujourd'hui. Ville frontalière et industrielle, la ville a subi les nombreuses crises économiques de manière particulièrement marquée. D'abord pendant la Seconde Guerre mondiale (en 1940 la population était retombée à la limite des 30 000 habitants) puis lors de la crise horlogère du début des années 1980. C'est pendant l'âge d'or de l'horlogerie, vers 1970, que la population chaux-de-fonnière a été la plus élevée avec 42 347 habitants cette année-là. La population stagne depuis les années 1970.

#### Pyramide des âges
En 2023, le taux de personnes de moins de 30 ans s'élève à 33,3 %, similaire à la valeur cantonale (32,9 %). Le taux de personnes de plus de 60 ans est quant à lui de 25,5 %, alors qu'il est de 26 % au niveau cantonal.
La même année, la commune compte 18 119 hommes pour 19 114 femmes, soit un taux de 48,7 % d'hommes, inférieur à celui du canton (49,1 %).
| Hommes | Classe d’âge | Femmes |
| ------ | ------------ | ------ |
| 0,6    | 90 ans ou +  | 2,1    |
| 7,3    | 75 à 89 ans  | 10,7   |
| 14,9   | 60 à 74 ans  | 15,3   |
| 21,1   | 45 à 59 ans  | 20,7   |
| 21,1   | 30 à 44 ans  | 19,7   |
| 19,9   | 15 à 29 ans  | 17,6   |
| 15,2   | - de 14 ans  | 13,9   |

| Hommes | Classe d’âge | Femmes |
| ------ | ------------ | ------ |
| 0,7    | 90 ans ou +  | 1,8    |
| 7,9    | 75 à 89 ans  | 10,4   |
| 15,2   | 60 à 74 ans  | 16,0   |
| 21,3   | 45 à 59 ans  | 21,1   |
| 20,5   | 30 à 44 ans  | 19,6   |
| 18,9   | 15 à 29 ans  | 16,9   |
| 15,6   | - de 14 ans  | 14,3   |

### Enseignement supérieur et recherche
- Haute école pédagogique (HEP-BEJUNE)[39]
- Haute école de Conservation-Restauration ARC (HECR ARC, domaine de la Haute école Arc)
- Centre interrégional de formation des Montagnes neuchâteloises (CIFOM)
- Parc technologique Neode
- Lycée cantonal Blaise Cendrars (encore communément appelé 'le Gymnase', le terme lycée n'ayant été introduit qu'à partir de l'année 1999)
- École Pierre-Coullery (EPC-CIFOM) du domaine social et médical[40]
- École du secteur tertiaire (ESTER) pour des formations du commerce, de la vente, de la santé et du social[41].
- Institut Suisse de Spéléologie et de Karstologie (ISSKA)[42]

### Sécurité
À la suite de la dissolution de la police locale en novembre 2006, la police de proximité est mise en place selon le plan de restructuration de la police neuchâteloise. Cette dernière, sous la direction de quatre chefs de quartiers, œuvre au maintien de la sécurité par l'engagement de ses 22 fonctionnaires,.
La ville accueille sur son territoire l'établissement de détention La Promenade. Géré par les autorités cantonales, la prison de sécurité élevée est destinée à la détention provisoire et éventuellement à l'exécution de peines courtes ou longues (en partie).

### Sports
Le HC La Chaux-de-Fonds évolue en Swiss League (2e division suisse) aux Mélèzes avec une moyenne de 2 997 spectateurs pour la saison 2011/12. Le HCC est également la deuxième équipe de Ligue Nationale (après Lugano) à remporter une série de play-offs au meilleur des 7 matchs après avoir été mené 3-0 (en demi-finale contre Lausanne en 2008).
Le FC La Chaux-de-Fonds a longtemps évolué au plus haut niveau du football suisse.
Le TBC La Chaux-de-Fonds évolue en ligue nationale A (1re division suisse) de tchoukball et a été sacré champion lors de la saison 2017-2018.
La ville reçoit chaque année le meeting international d'athlétisme Resisprint. L'altitude de 1 003 mètres du stade de la Charrière permet des performances marquantes. Plusieurs records nationaux ou d'Europe on pu y être réalisés,.

### Médias
L'Impartial est un quotidien édité à la Chaux-de-Fonds depuis 1881. En claire perte de vitesse, il est vendu par ses deux propriétaires en 1997 aux éditeurs de L'Express tout en conservant son nom. Les deux journaux conservent des informations différenciées pour la région qu'ils couvrent. Ensemble, ils fusionnent en 2007 avec Le Journal du Jura. Les trois quotidiens fusionnés sont ensuite rachetés par le groupe français Hersant Média, devenu par la suite le second groupe romand de presse, le premier étant le groupe alémanique TAmedia.
Le 17 janvier 2018, L'Impartial et L'Express fusionnent pour donner naissance à un seul quotidien baptisé ArcInfo.
La Sentinelle était un quotidien socialiste édité à la Chaux-de-Fonds. Il a disparu en 1971 en raison de son trop faible tirage, de la vétusté de ses installations de production et de son style dépassé. Ses journalistes principaux ont été repris par L'Impartial.
L'Essor, bimestriel fondé en 1905, est édité à la Chaux-de-Fonds.

## Économie

### Industrie
Dans son édition de 1836, le Dictionnaire géographique-statistique de la Suisse rapporte déjà : « Ainsi que Le Locle, la Chaux-de-Fonds est un des foyers de l'industrie neuchâteloise, de l'horlogerie en particulier. En 1832, on y a confectionné 54 332 boîtes dont 9 033 en or et 45 299 en argent. La division du travail dans cette partie y est poussée pour ainsi dire jusqu'à ses dernières limites. Les relations commerciales y sont très étendues. »
Aujourd'hui, elle est toujours, avec la ville voisine du Locle, un très important centre horloger et héberge de nombreuses manufactures horlogères (TAG Heuer, Girard-Perregaux, Certina, Audemars Piguet...). Alors que la majorité des grandes entreprises d'horlogerie ou de mécanique, dans les années 1970 encore, appartenaient à des particuliers ou des familles originaires ou habitant la ville ou la région, elles ont aujourd'hui pratiquement toutes passées dans les mains de sociétés ou groupes nationaux ou internationaux dont le siège principal est ailleurs.

### Monnaie locale
Fin 2019, une monnaie locale, L'Abeille, est lancée, qui se présente sous la forme d'une carte magnétique et permet le paiement dans plus d'une centaine de commerces, de restaurants et de prestataires de services. Cette solution de paiement a été mise en place par le secteur marketing urbain dans le but de promouvoir le commerce local, en incitant et sensibilisant les personnes concernées à soutenir l'économie locale par leurs achats du quotidien. Dans cette optique, la Ville distribue annuellement de la monnaie locale à ses collaborateurs, d'autres entreprises font de même, par exemple à l'occasion des vœux de fin d'année,.

### Tourisme
La Chaux-de-Fonds fait partie du pays de la précision Watch Valley. C'est également une ville étape de la « Route de l'horlogerie », qui relie Genève à Bâle à travers le Jura suisse. Les étapes chaux-de-fonnières sont :
- le musée international d'horlogerie
- le musée des beaux-arts
- la villa marguerite
- le musée d'histoire
- le musée paysan et artisanal
- la Villa Jeanneret-Perret et La Villa turque (œuvres de Le Corbusier).

Depuis 2005, La Chaux-de-Fonds est également ville étape principale sur l'itinéraire « Art & Architecture » de Suisse Tourisme.

## Art et culture
Patrie de Le Corbusier, du style sapin (Art nouveau) et dotée d'un urbanisme volontaire avec son plan en damier, La Chaux-de-Fonds possède un patrimoine architectural important.
L'incendie de 1794 détruisit ce qui était alors un village. Héritier du siècle des Lumières, un plan d’urbanisme raisonné est alors appliqué pour reconstruire ce qui sera le centre de la ville en tenant compte de la sécurité et de la salubrité afin d'éviter la propagation des incendies mais aussi en offrant les espaces nécessaires pour le jardinage, le déneigement et assurer l'ensoleillement pour tous. En 1834, le nouveau plan d'urbanisme élaboré par Charles-Henri Junod est adopté et mis en œuvre. La Révolution française et les idées qui l'accompagnent font que de nombreux lieux de cultures naissent dans un contexte de volonté de faire de la ville un pôle culturel et économique. Nous pouvons citer entre autres la naissance d'un musée (1835), d'un Casino-théâtre (1837), de la Bibliothèque de la Ville (1838) et d'une Société de musique (1837) dans cette période charnière. De plus, la croissance de la ville grâce à l'horlogerie permet à celle-ci d'accueillir de nombreux migrants, notamment une forte population juive fortement impliquée dans le développement de la vie culturelle. De nombreuses sociétés et associations voient le jour ayant pour but de favoriser tout ce qui touche aux biens publics. La croissance horlogère forme d'ailleurs un ensemble urbain inscrit depuis 2009 au patrimoine mondial de l'Unesco.
En 1857, l'ouverture de la liaison de chemins de fer avec Le Locle puis en 1860 avec Neuchâtel permet de faciliter les communications et continue à favoriser le développement de la vie culturelle. La première collection de beaux-arts est notamment formée par la Société des Amis des arts dès 1852, prémices du futur Musée des Beaux-Arts.
Vers 1900, sous l'influence de Charles L'Eplattenier se développe à La Chaux-de-Fonds un vocabulaire décoratif connu sous le nom de style sapin, dérivé de l'Art nouveau. Ornemental est inspiré de la faune et de la flore jurassiennes, susceptible de s’adapter à l’industrie horlogère, à l’architecture et aux objets quotidiens. L'ensemble urbain du XIXe siècle est reconnu comme bien culturel suisse d'importance nationale et il décore encore de nombreuses maisons à La Chaux-de-Fonds. Par la suite, la crise des années trente frappe durement la ville qui perd de nombreux habitants, suivi de près le début de la Deuxième Guerre mondiale. Ces deux évènements ralentissent le développement culturel avant un nouveau regain après 1945, notamment avec la fondation du Club 44. La célébrité de Le Corbusier attire également les regards sur sa ville d'origine.
Dans le cadre d'un programme européen mené par le Conseil de l'Europe pour l'amélioration de la gestion des affaires culturelles, la ville bénéficia des recherches d'une équipe scientifique afin de développer la politique culturelle. La ville a ainsi pu continuer à développer les institutions existantes tout en favorisant la naissance d'autres institutions comme la Bibliothèque des jeunes (1953), le Centre de culture ABC (1967), la salle de concert Bikini Test (1992) ainsi que plusieurs festivals, notamment La Plage des Six Pompes en 1993.
Le 30 mai 1980, la maison d’édition LF-koop (eo) est fondée dans le but de créer et mettre sur le marché des produits et services en espéranto. Les principaux sont la revue littéraire et culturelle Literatura Foiro et le journal Heroldo de Esperanto jusqu’à son rachat en 2016.
Avec la ville du Locle, la Chaux-de-Fonds est inscrite en 2009 au patrimoine mondial de l'humanité de l'UNESCO en mettant notamment en avant la notion d'urbanisme horloger. La candidature a été déposée en décembre 2007. En plus de cette inscription complète de la ville, deux habitations chaux-de-fonnières (la villa turque et la villa Jeanneret-Perret) font partie de l'inscription au patrimoine mondial de l'UNESCO en tant qu'Œuvre urbaine et architecturale de Le Corbusier, une proposition déposée en 2004 par la France et actuellement en phase de révision par l'UNESCO.

### Musées
Le musée international d'horlogerie, le musée d'histoire ainsi que le musée d'histoire naturelle trouvent leur origine dans le musée polyvalent de Célestin Nicolet. Impliqué dans l'enseignement, il réunit une collection pouvant être montrée aux élèves dans un but didactique et d'illustration. Le musée se développe avant d'être séparé en différents secteurs vers 1880.
- Le musée international d'horlogerie (MIH)[65] présente un chemin historique de l'évolution de la technique et de l'art de la mesure du temps. Le Musée abrite un centre de restauration spécialisé dans l'horlogerie ainsi qu'un centre d'études "L'Homme et le Temps"[66].
- Le musée des Beaux-Arts[67], construit par René Chapallaz et Charles L'Eplattenier en 1923-1926, dans le style Art déco néoclassique présente des œuvres d'artistes régionaux, suisses et internationaux, parmi lesquels on peut citer Vincent van Gogh, Henri Matisse, Léopold Robert, Félix Vallotton, Le Corbusier, Olivier Mosset.
- Le musée d'histoire, installé dans une maison bourgeoise du milieu du XIXe siècle, présente une perspective chronologique et thématique sur l'histoire de la ville et de ses habitants[68].
- Le musée d'histoire naturelle présente une collection d'animaux naturalisés centrée sur la faune et la flore régionale à laquelle s'ajoutent des collections de minéraux et de cristaux ainsi que des animaux naturalisés exotiques. Le musée est complété d'un centre de documentation rassemblant une bibliothèque de référence de plusieurs milliers de titres servant notamment à la détermination des espèces[69]. L'équipe du musée travaille également au Zoo du Bois du Petit-Château[67] possédant des animaux dans un but de conservation d'espèce, d'études, d'éducation et de présentation au public[70]. Il présente des mammifères et des oiseaux de la faune européenne.
- La villa Marguerite, ouverte en 1999 accueille le musée privé présentant les collections anciennes et contemporaines de la marque Girard-Perregaux.
- Le musée paysan et artisanal[67], situé dans une ferme jurassienne du début du XVIIe siècle, présente le cadre de vie d’un paysan horloger tel qu’il pouvait l’être aux origines de l’horlogerie dans les montagnes neuchâteloises[71].
- Quartier général[72], centre d'art contemporain, est situé dans le monument historique des anciens abattoirs. Le centre présente des expositions d'art contemporain et divers événements pluridisciplinaires.

### Théâtre
La Chaux-de-Fonds a une vie théâtrale riche et diversifiée offrant une programmation variée.
- Théâtre des Abeilles anciennement temple de l’abeille a été transformé en théâtre en 2016 et offre une programmation variée entre théâtre et comédie musicale.
- Théâtre Populaire Romand-Centre neuchâtelois des arts vivants[73] exploite trois salles : L'Heure Bleue construite en 1837, la Salle de musique inaugurée en 1955 et Beau-Site, ancienne demeure de l'Union chrétienne des jeunes gens[74].
- Le Centre culturel ABC offre une programmation aussi bien théâtrale que cinématographique[75].
- Zap Théâtre a été inauguré en 2003, il est le fruit de la volonté et du travail d'une poignée des membres de la troupe théâtrale "Le Club Littéraire" de La Chaux-de-Fonds[74].
- La Turlutaine est une association créée en 1995 qui propose dans ses locaux des spectacles de marionnettes fabriquées par les membres[74].

L'offre est complétée par des formations proposées par le Centre pédagogique des métiers des arts de la scène Ton sur Ton qui offre des cours de musique, de théâtre, de danse et de cirque ainsi que par le Théâtre Populaire Romand-Centre neuchâtelois des arts vivants et l’école de comédie musicale Evaprod ainsi que diverses écoles de cirque, telles que les associations Arts Mania ou RêvOcirque.

### Cirque
- Le Centre des Arts du Cirque Circo Bello réunit l'école du cirque, la création, le cirque social ainsi que la diffusion de spectacles et événements dans ses locaux spécialisés et sous son chapiteau.

### Musique
La Chaux-de-Fonds possède plusieurs scènes destinées à la production musicale ainsi que des centres de formation pour les musiciens :
- la salle de concert Bikini Test, fondée en 1992 ;
- le conservatoire de musique neuchâtelois, centre de formation ;
- la Société de musique organise des concerts de musique classique ;
- la Salle de musique, appartenant au Théâtre populaire romand et construite en 1955. Rénovée de 2013 à 2015, cette salle est réputée pour son acoustique : plus de 450 enregistrements depuis le baryton Gérard Souzay en 1960. Le pianiste Claudio Arrau aurait dit : « Du point de vue de la sonorité, le plus beau piano du monde est à La Chaux-de-Fonds, dans une ravissante petite salle de concerts. J’y ai fait mes meilleurs enregistrements »[78] ;
- le restaurant Le Petit Paris accueille des concerts dans sa cave grâce à l'association Murs du Son ;
- le Collège musical fondé en 1924 offre des cours d'initiation musicale, de solfège et d'instruments à de nombreux élèves ;
- le Nouvel ensemble contemporain (NEC) réunit depuis 1994 des professionnels de la musique souhaitant faire découvrir et promouvoir la musique des XXe et XXIe siècles.

### Festivals et événements
- Le festival Les Amplitudes propose une approche multiple de la musique en créant des ponts avec d'autres arts. Le festival a lieu tous les deux ans au mois de mai. Il se singularise par une démarche monographique, organisant chaque édition autour d'un seul compositeur.
- Les Écolades proposent des créations artistiques diverses présentées par les écoles supérieures de Suisse. Ce festival a lieu tous les trois ans, généralement en mai.
- Ludesco est un festival de jeux et d'expérience ludiques qui a lieu chaque année au mois de mars.
- La Plage des Six Pompes, né en 1993, est un festival international des arts de la rue qui a lieu chaque année durant la première semaine du mois d'août.
- Le festival des Étranges nuits du cinéma 2300 Plan 9 propose des projections cinématographiques autour du cinéma rocambolesque, gore-trash et fantastique. Celui-ci a lieu chaque année pendant le weekend de Pâques.
- L'Usine (exposition des arts appliquées & défilé de mode, événement annuel ayant lieu au début du mois de juillet).
- Les Journées du patrimoine horloger est une manifestation biennale organisée depuis 2010 sur le modèle des Journées européennes du patrimoine. Ces journées offrent notamment la possibilité de visiter des manufactures normalement fermées au public[79].

### Patrimoine bâti

#### Biens d'importance nationale
- Loge maçonnique L'Amitié, instituée en 1819, se trouve dans un édifice néoclassique conçu par l'architecte Jacques-Victor Colin (1807-1886). Bâtiment agrandi en 1881 par Louis Reutter (1848-1921). À l'intérieur, la décoration exceptionnelle est due à un certain Reynes, de Besançon, décorateur de théâtre ; elle a été restaurée en 1875 par le Lyonnais Abraham Dargère (1839-1886)[80].
- La Villa turque ou villa Schwob, 1916 (Le Corbusier)[65]
- Musée des beaux-arts de La Chaux-de-Fonds, achevé en 1926[81]
- Théâtre à l'italienne (L'heure bleue) construit en 1837[65]
- Ancien manège (1855, habitation collective ouvrière depuis 1868)[65]
- Grotte du Bichon (paléolithique supérieur)[65]
- Musée International d'Horlogerie, rue des Musées 29[65]
- Anciens abattoirs, rue du Commerce 122
- Crématoire, 1909, par Charles L'Eplattenier (Art nouveau).

#### Biens d'importance régionale (sélection)
- Temple Allemand (1853)[67]
- Grand-Temple[67]
- Synagogue[67]
- Ensemble d'habitation en barre (Maison ronde, env. 1860)[67]
- Ensemble de quatre villas au quartier de Pouillerel (Fallet 1906, Stotzer 1907, Jacquemet 1908 et Jeanneret 1912 Villa Jeanneret-Perret ou Maison blanche, toutes de Le Corbusier)[67]
- Fontaine monumentale (1888)[67]
- Rue de la Paix 141-143, par Henri Grieshaber, 1911. Architecture Art Nouveau avec vitraux signés Pierre Chiara[82].

#### Autres (sélection)
- Hôtel de Ville, érigé en 1803
- Monument de la République (bronze de Charles l'Eplattenier)
- Temple Saint-Jean, construit 1969-1972 par André Gaillard.

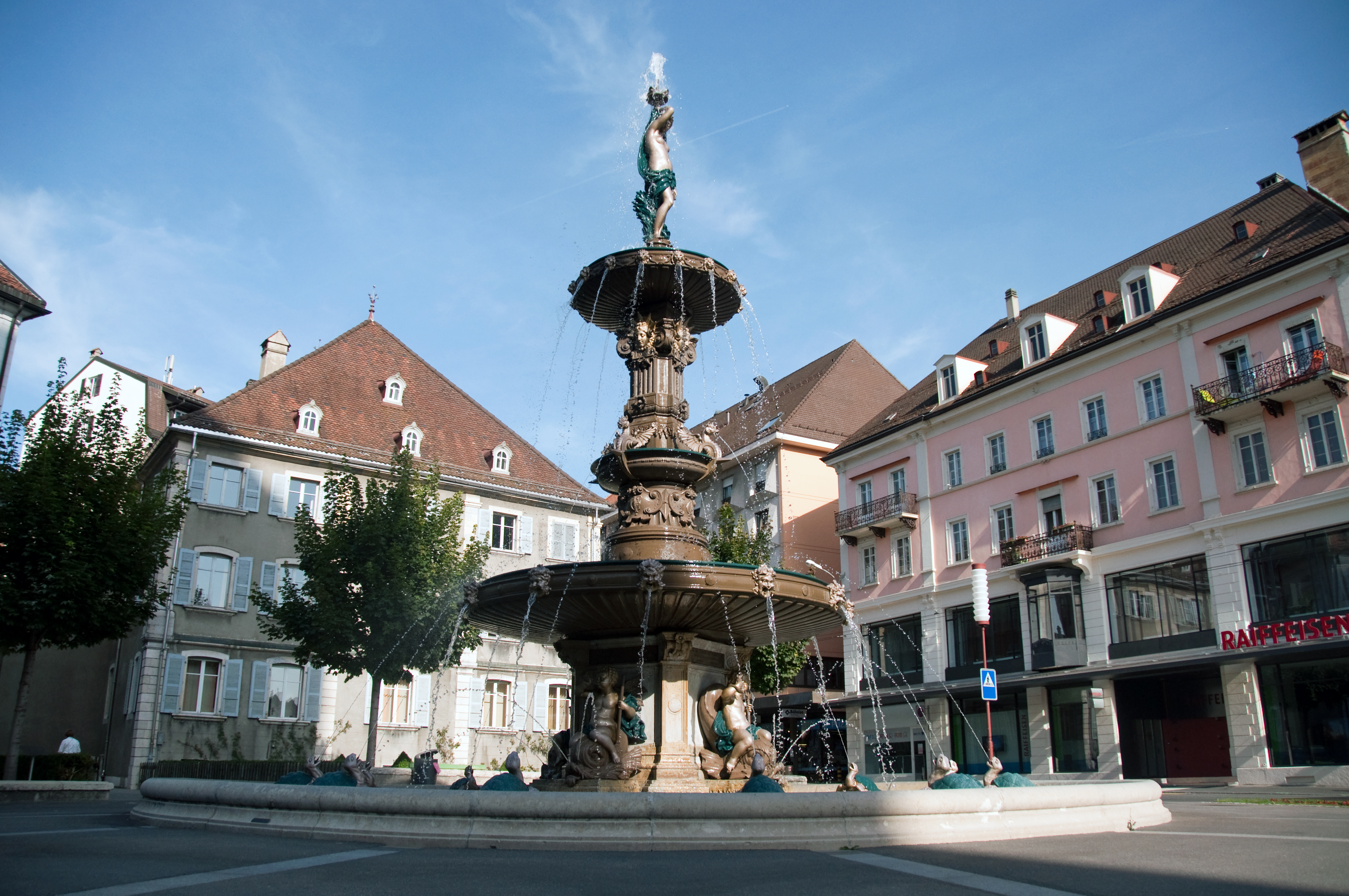
La Chaux-de-Fonds, Fontaine monumentale, vers 1888, commémore l'arrivée en 1887 de l'eau potable captée sur la rive gauche de l'Areuse à l'usine des Moyats en amont de Champ-du-Moulin. Sculpteur Maximilien Louis Bourgeois (1839 - 1901).
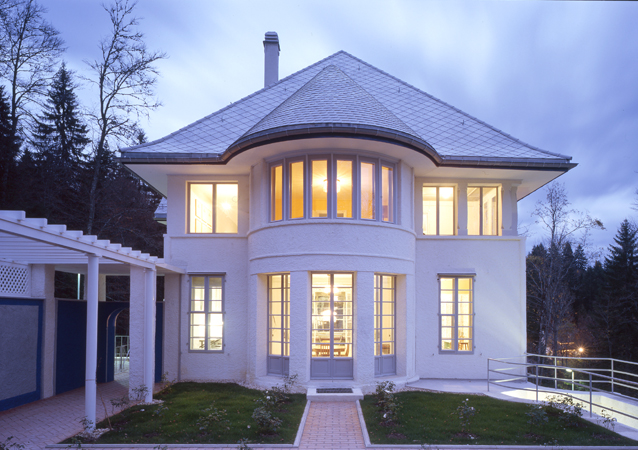
Villa Jeanneret-Perret.

#### Galerie

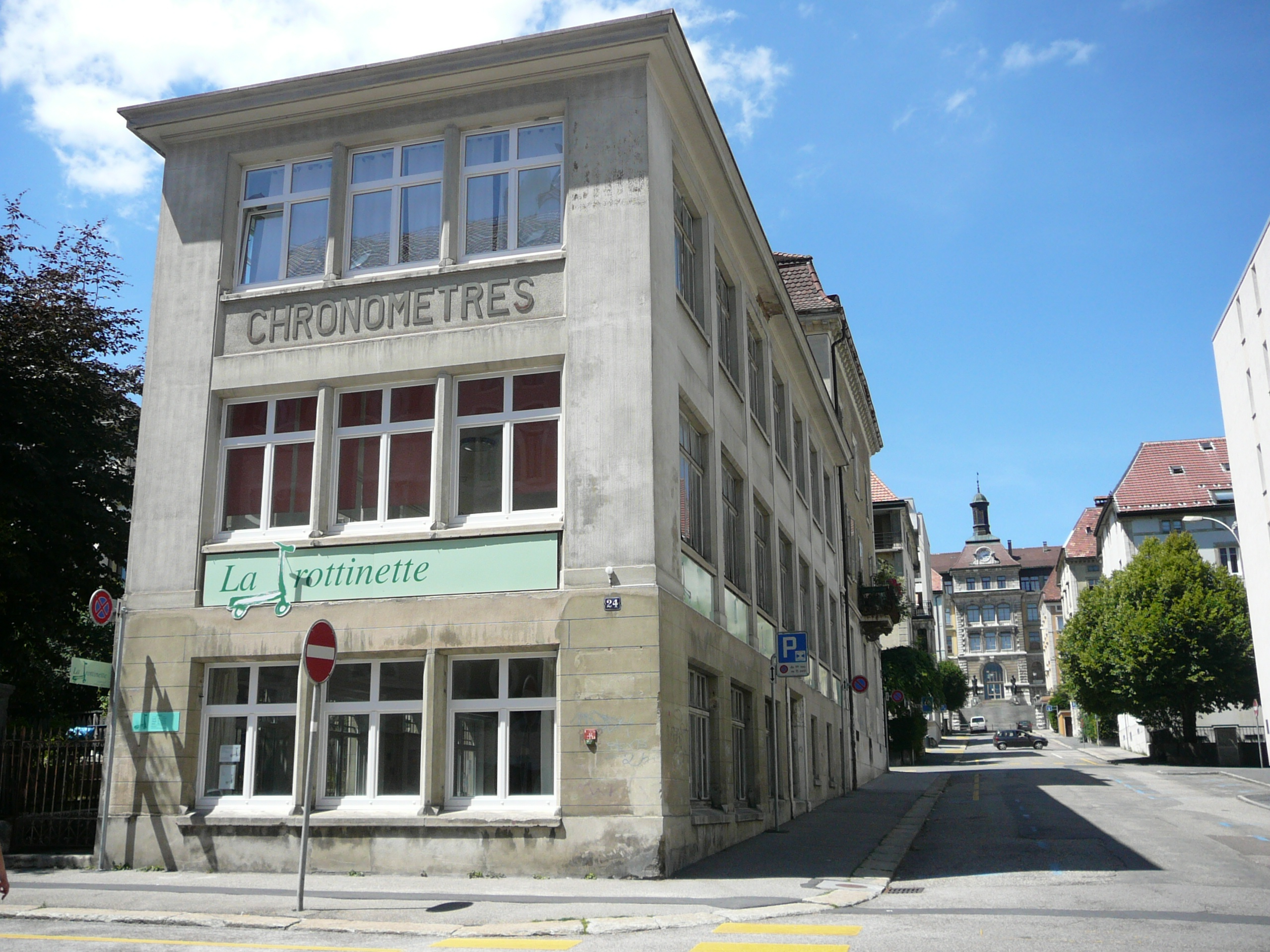
Patrimoine urbain horloger de La Chaux-de-Fonds.
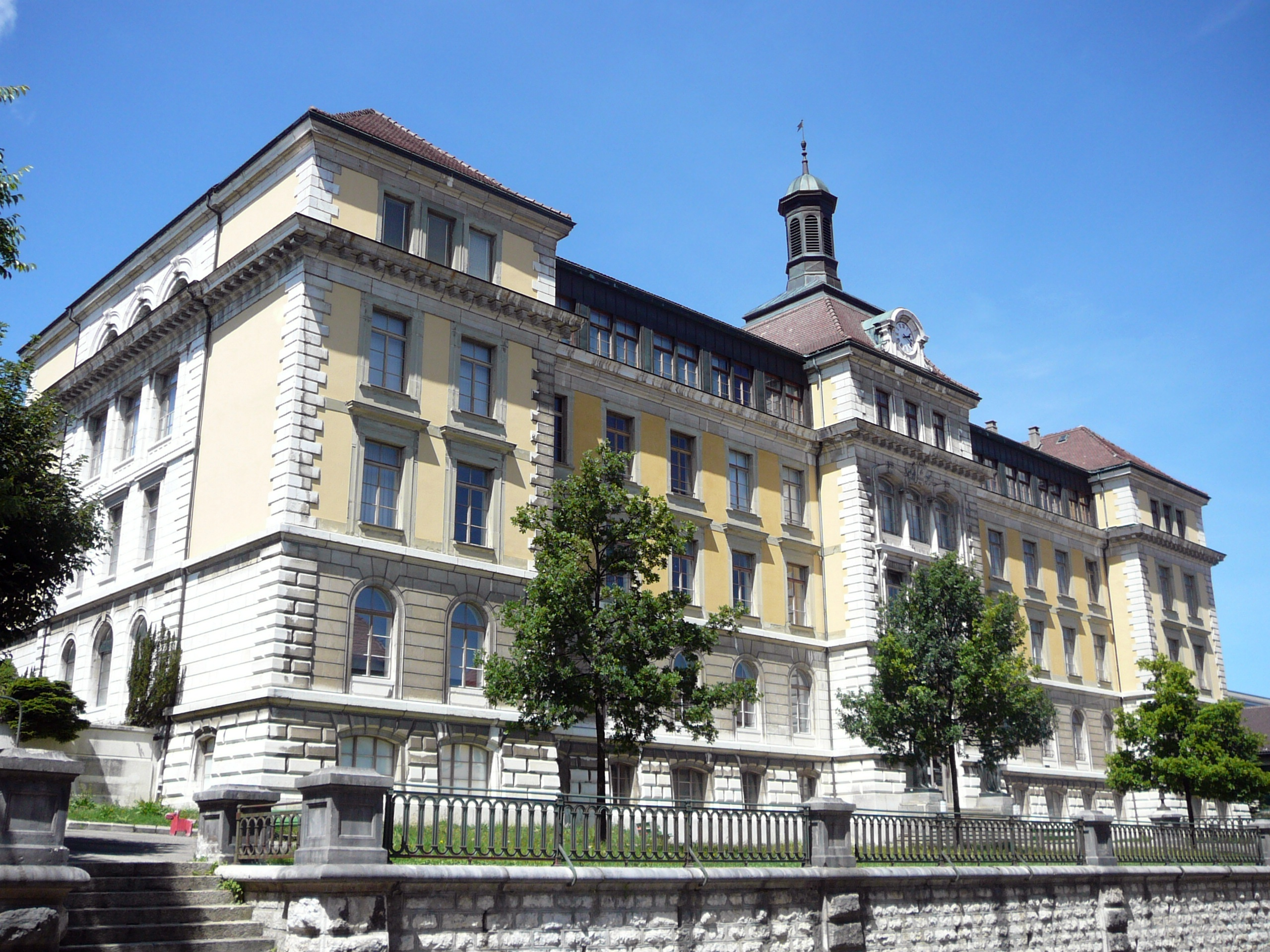
Patrimoine urbain horloger, la façade.
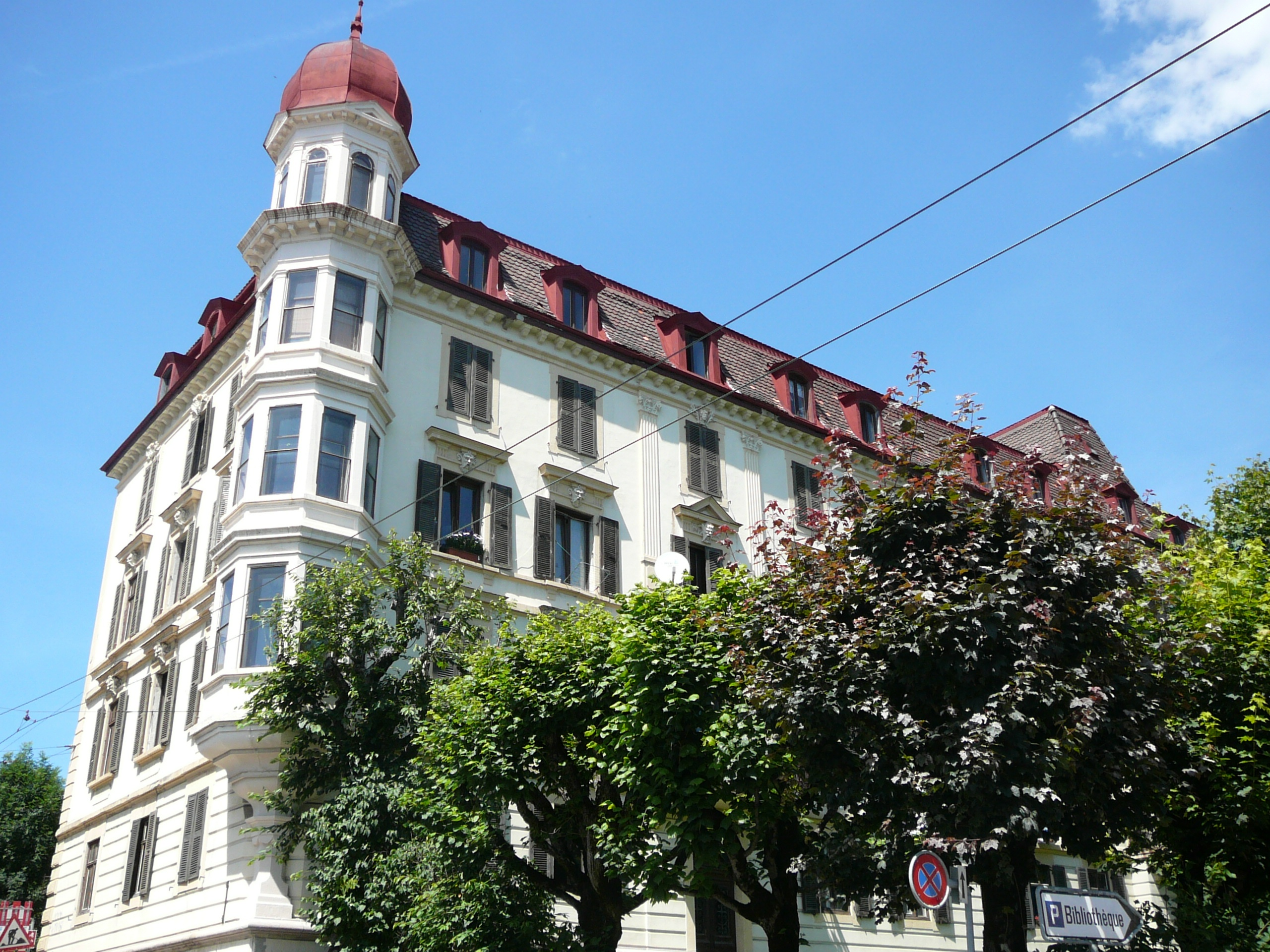
Patrimoine urbain horloger, bâtiment avec tourelle.
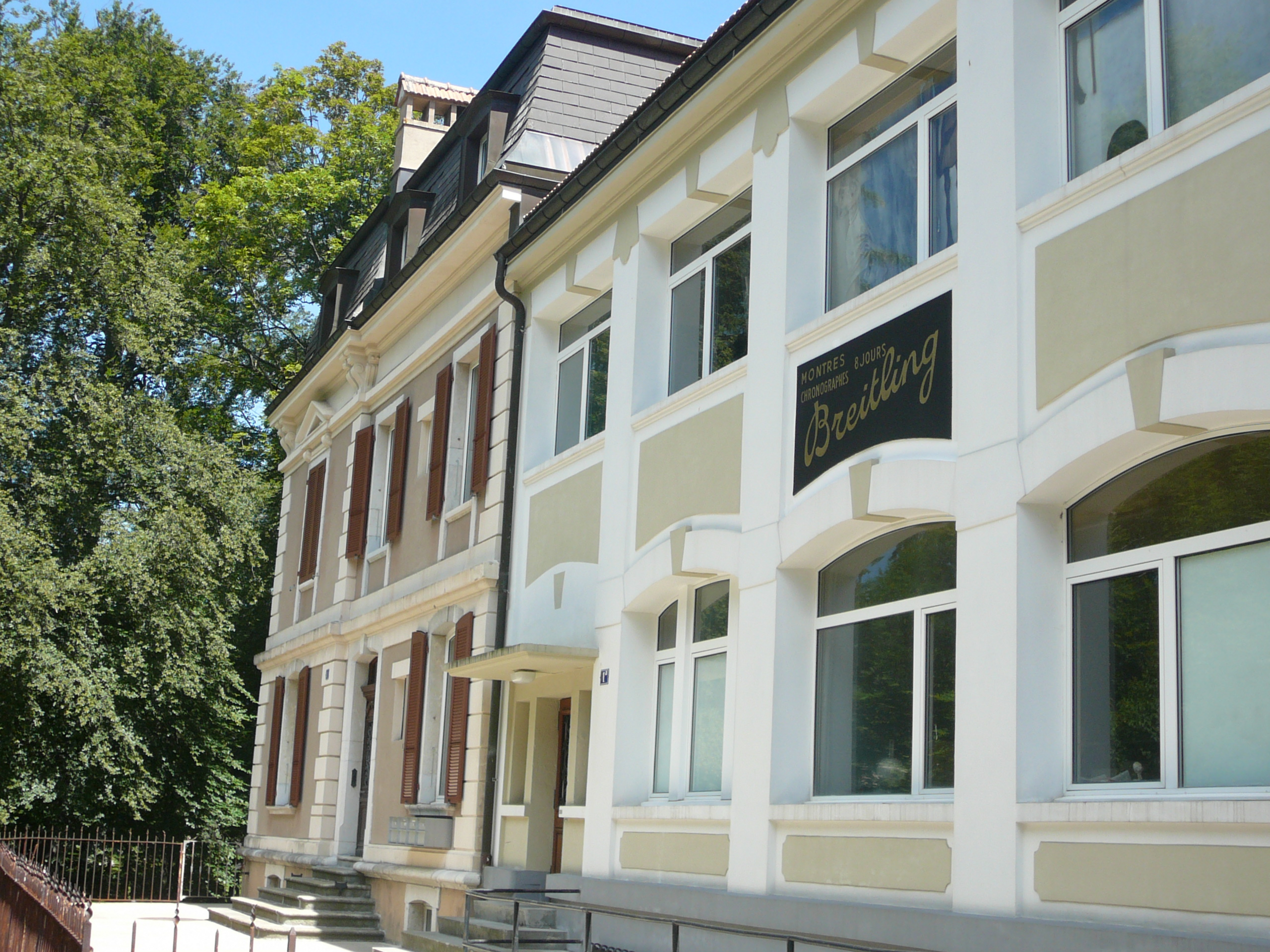
Patrimoine urbain horloger, Et. Breitling.
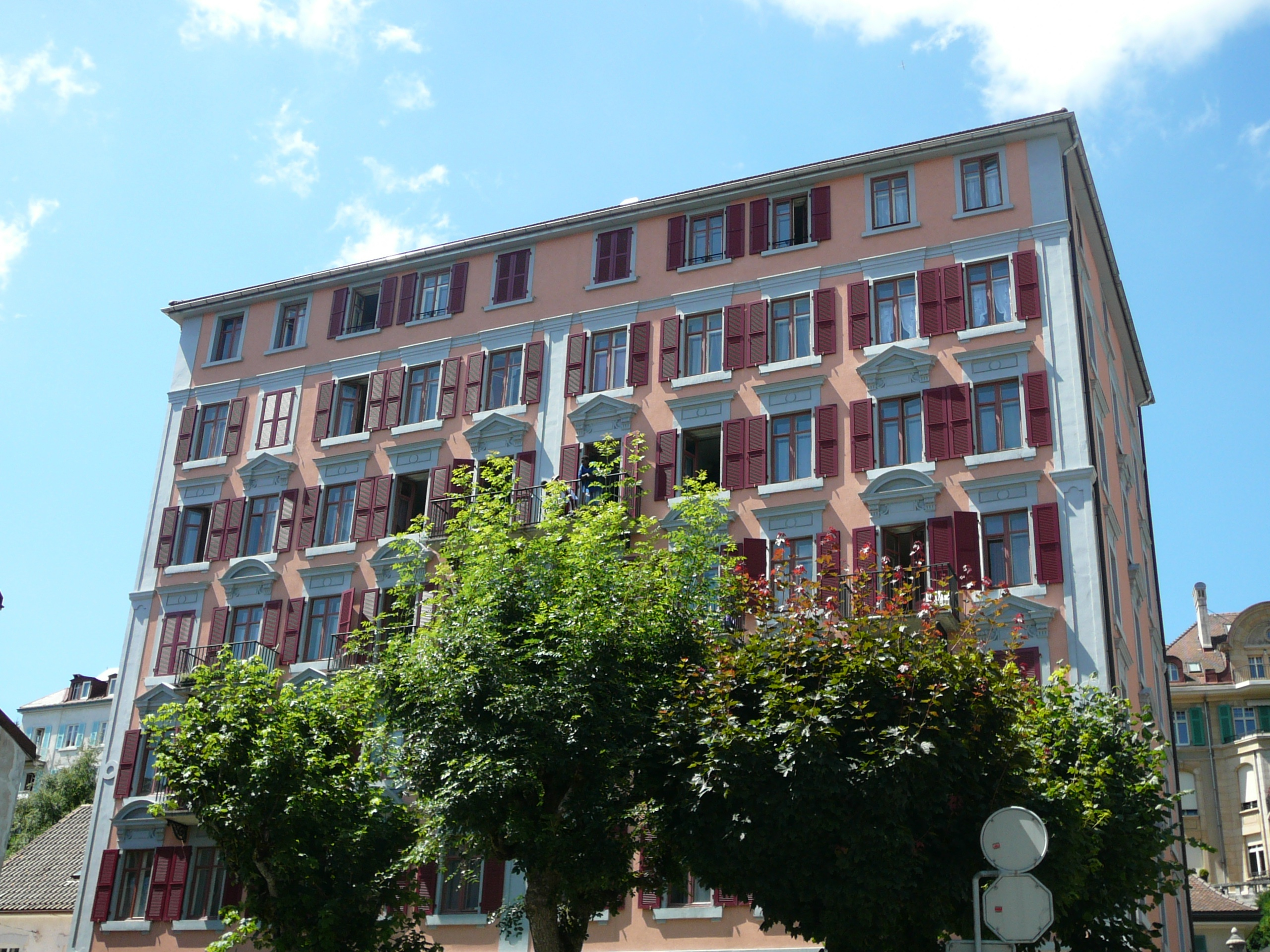
Autre bâtiment urbain horloger.
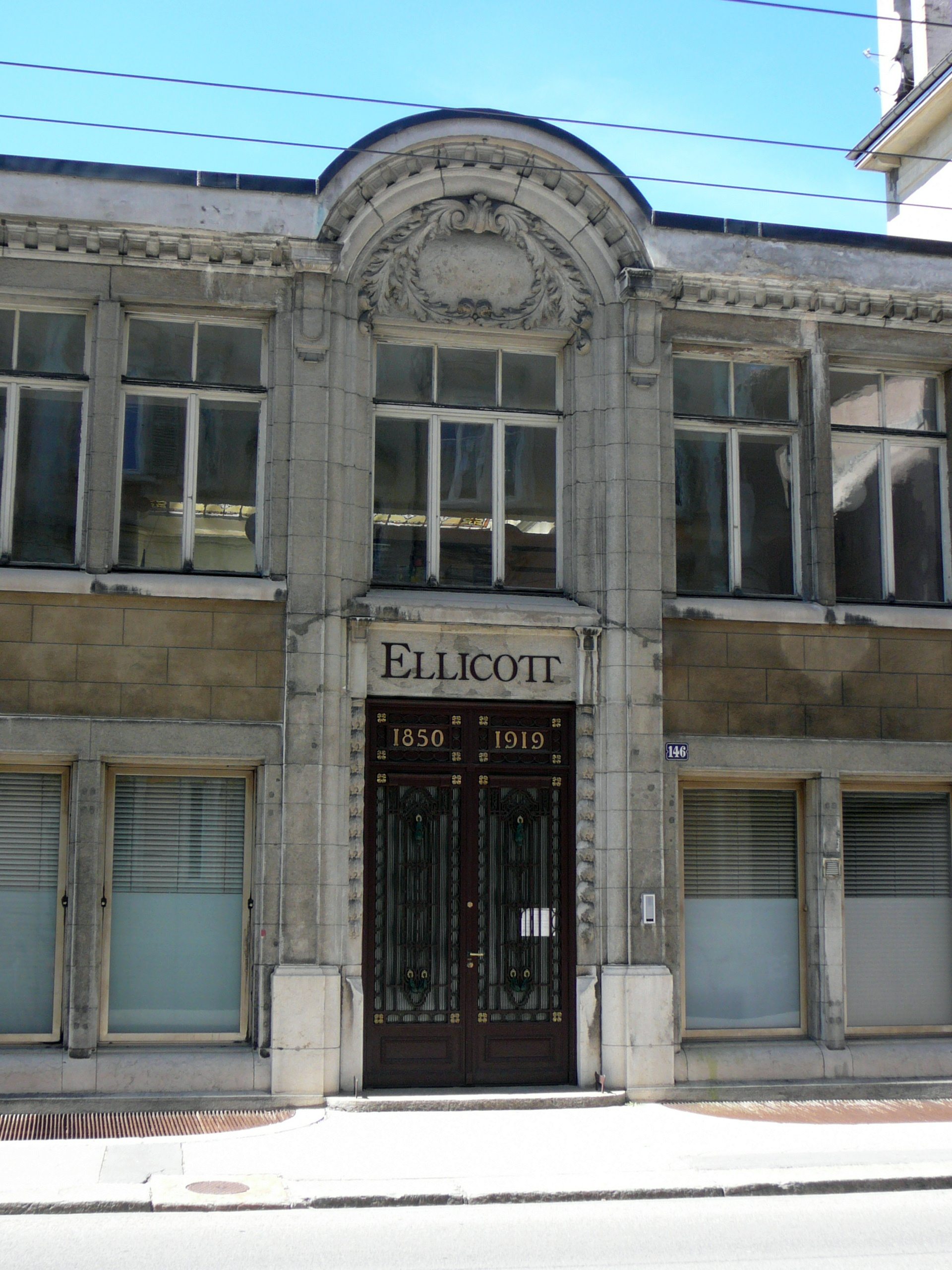
Façade d'usine Ellicott (1850-1919).
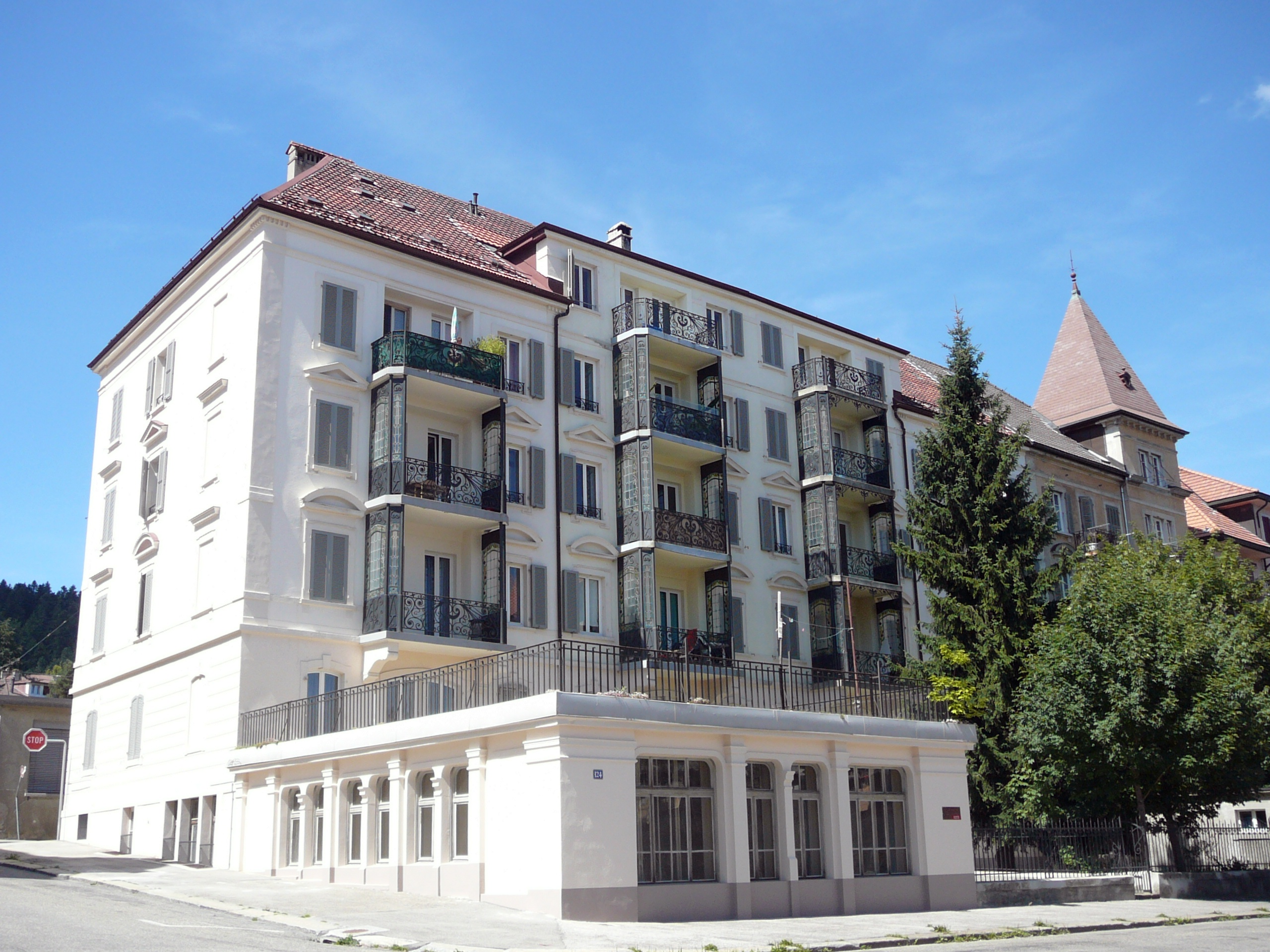
Patrimoine urbain horloger.
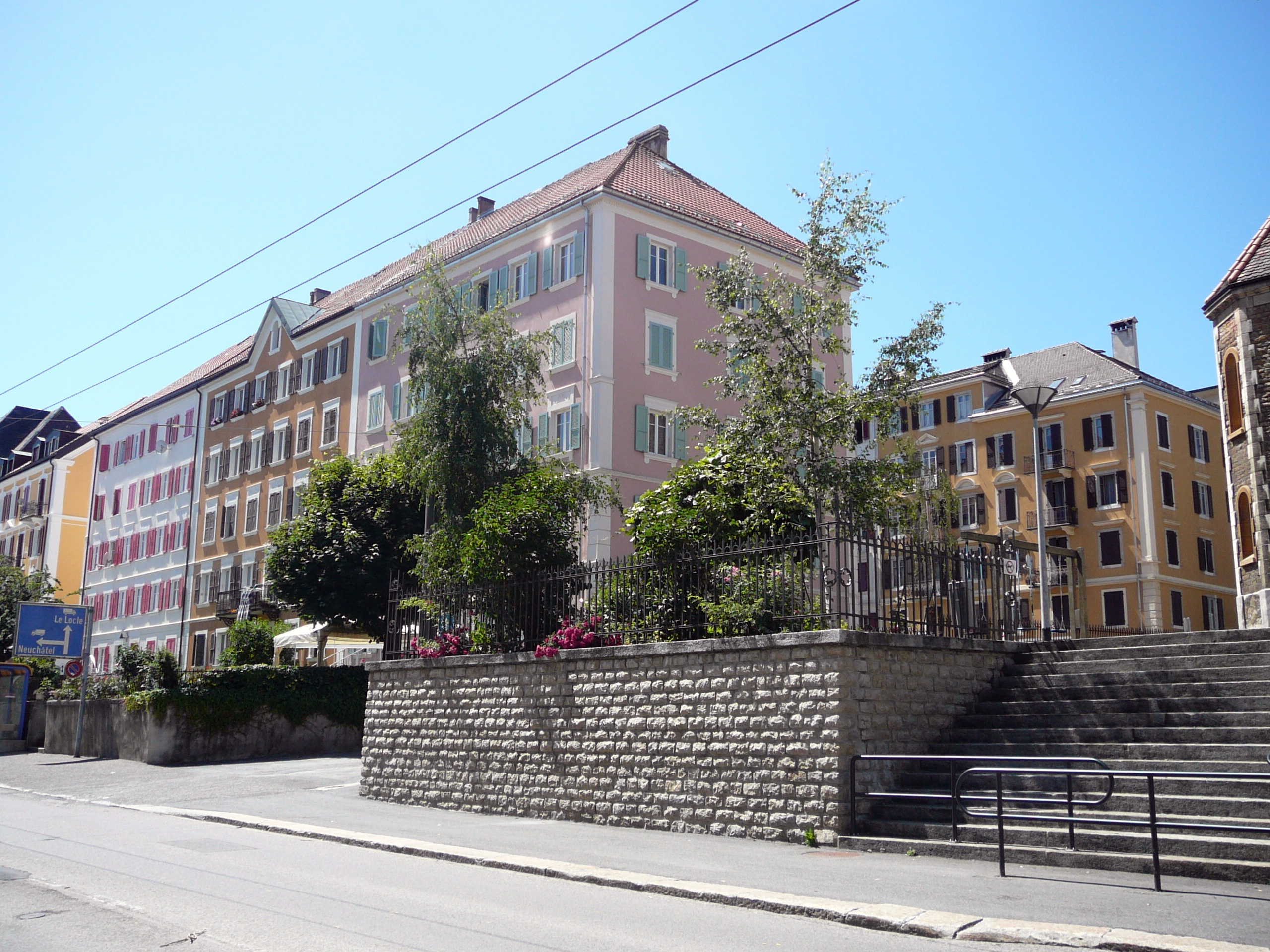
Patrimoine urbain horloger.
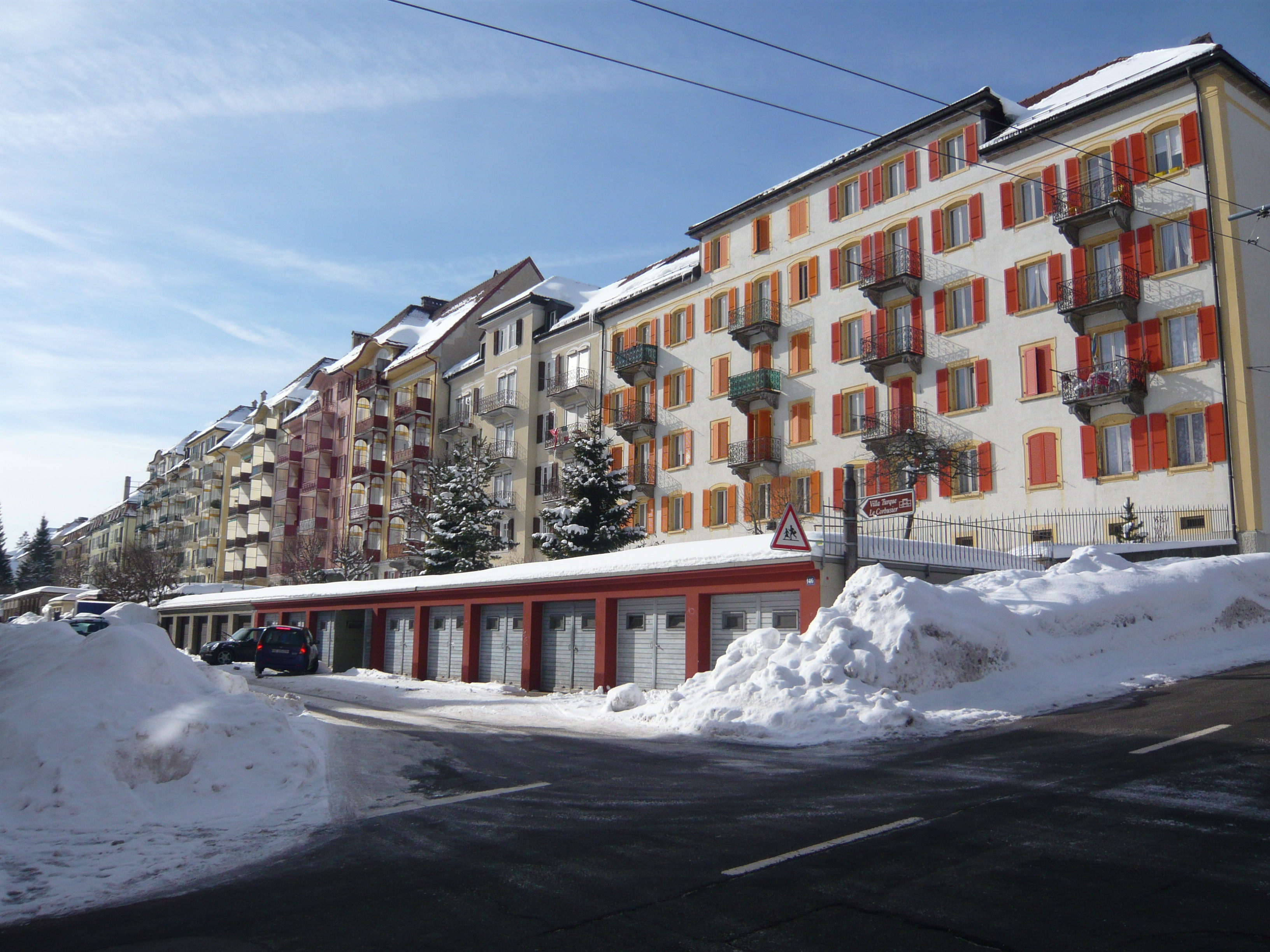
Vue de façades d'habitation de la rue du Nord, à La Chaux-de-Fonds (depuis la rue du Doubs).
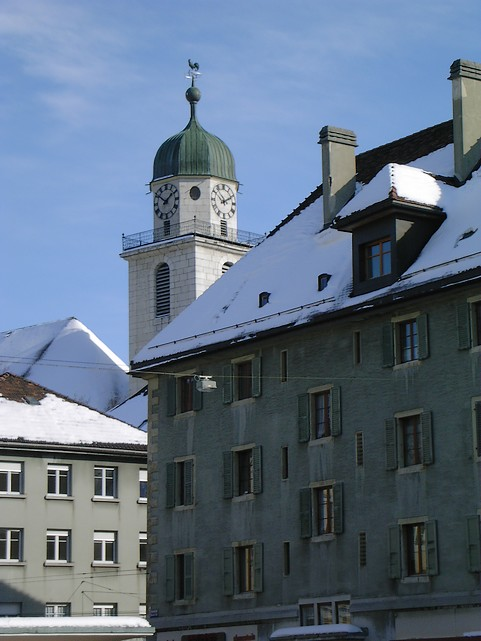
Grand Temple, La Chaux-de-Fonds, 1921 (tour : fin XVIIIe).
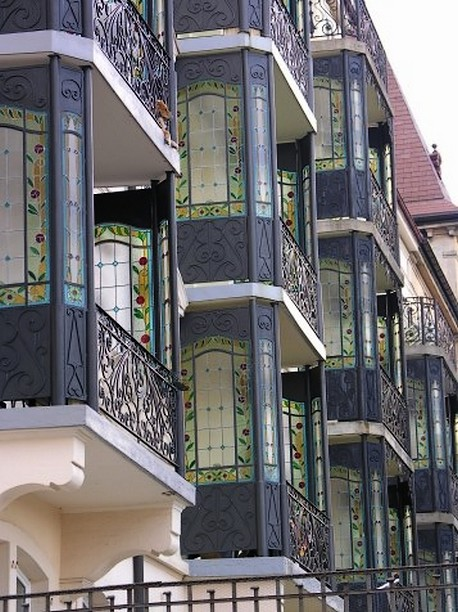
Balcons Art Nouveau en ville de La Chaux-de-Fonds.
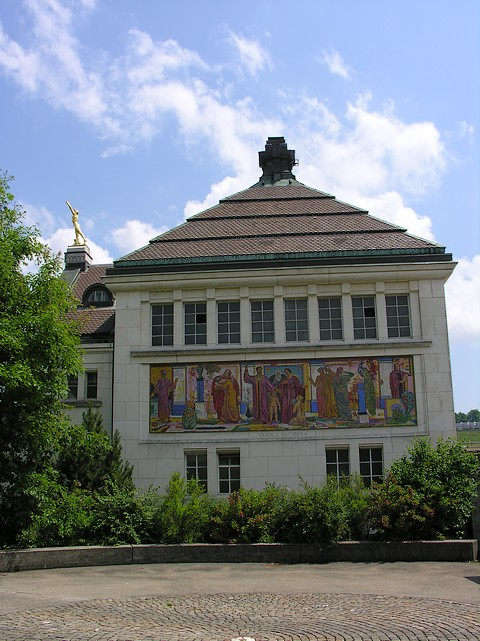
Centre funéraire, La Chaux-de-Fonds, inauguré en 1910 (décoré par C. L'Eplattenier).
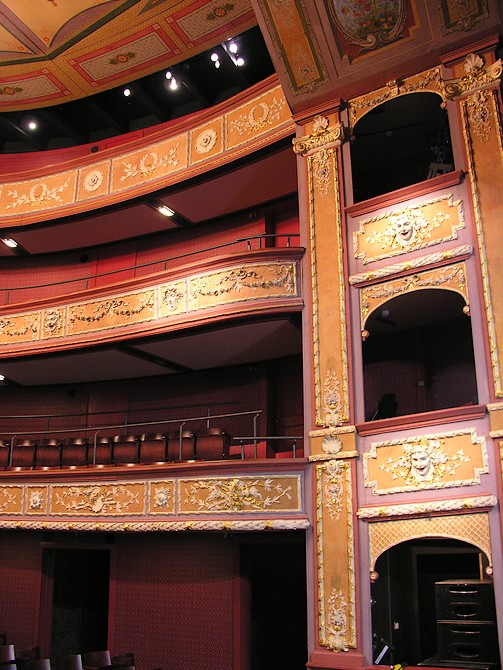
Intérieur du Théâtre de La Chaux-de-Fonds (datant de 1837).
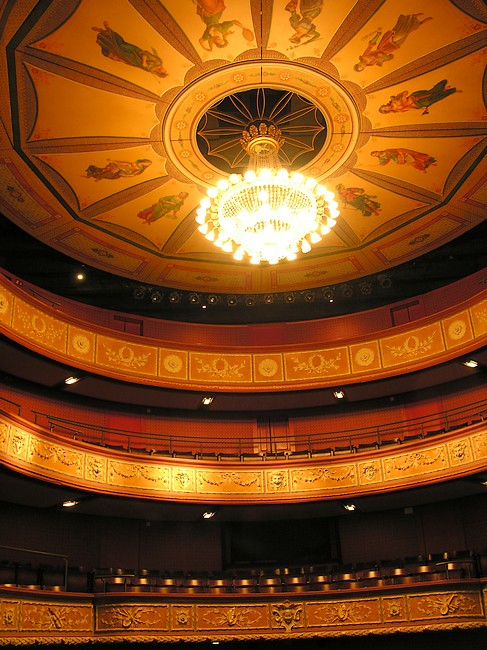
Autre vue intérieure des galeries du Théâtre (de 1837).
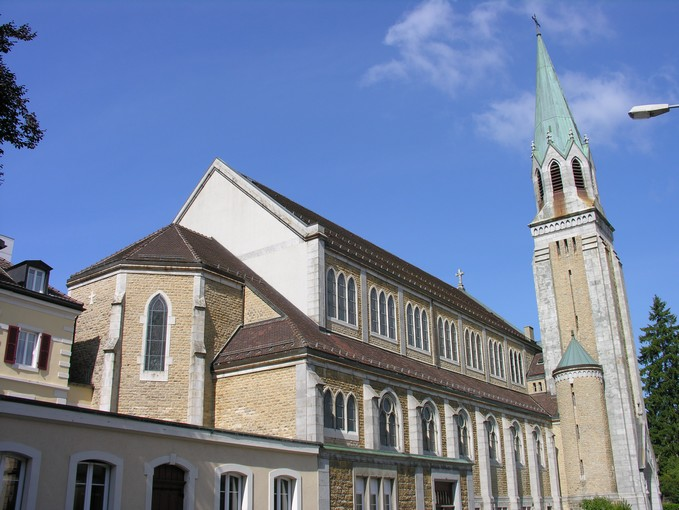
Église du Sacré-Cœur, consacrée en 1927 (style néo-gothique, vitraux, orgue Wolf-Giusto de 1927).
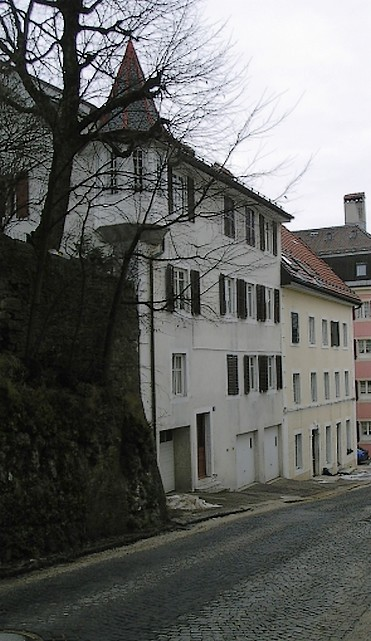
Rue de la Chapelle, édifices de la 1re moitié du XIXe s.
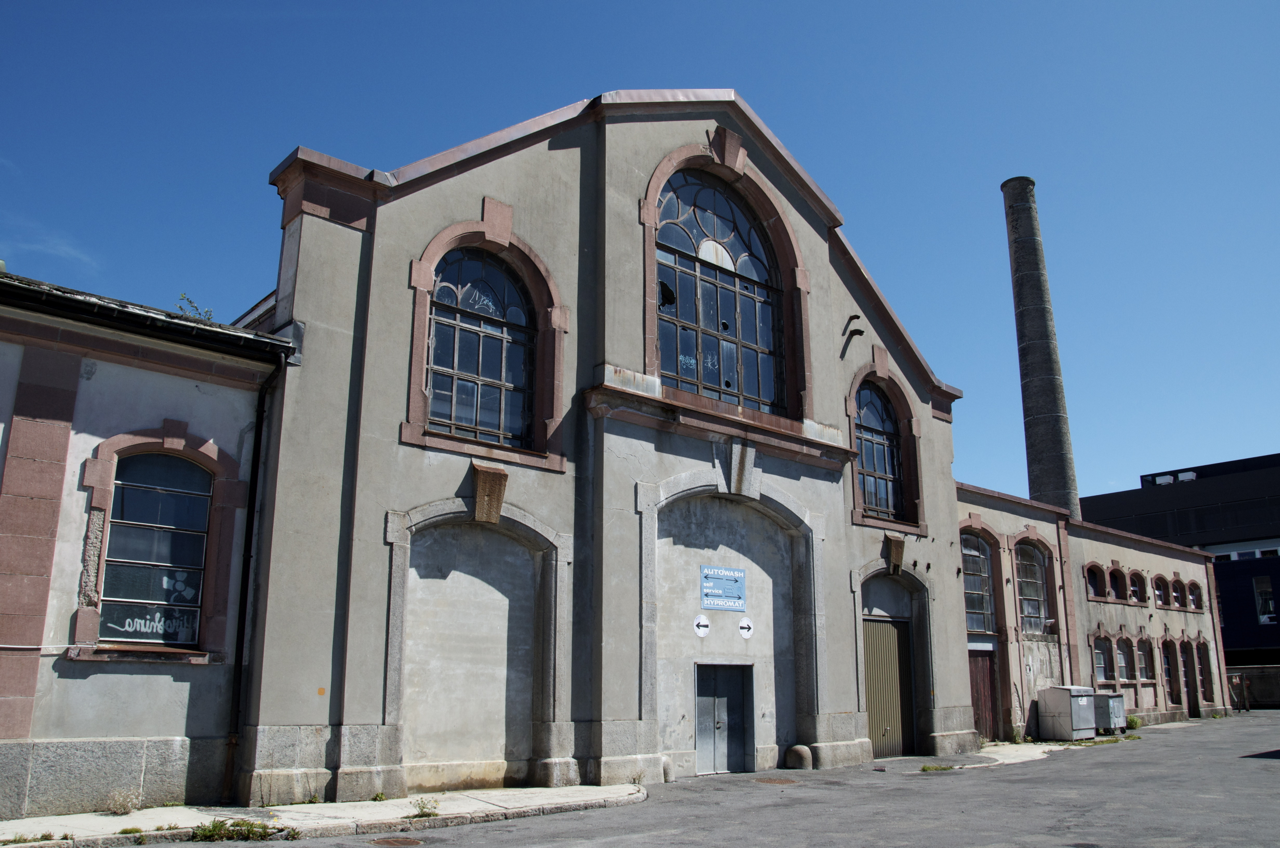
Anciens abattoirs (1906), bâtiment historique

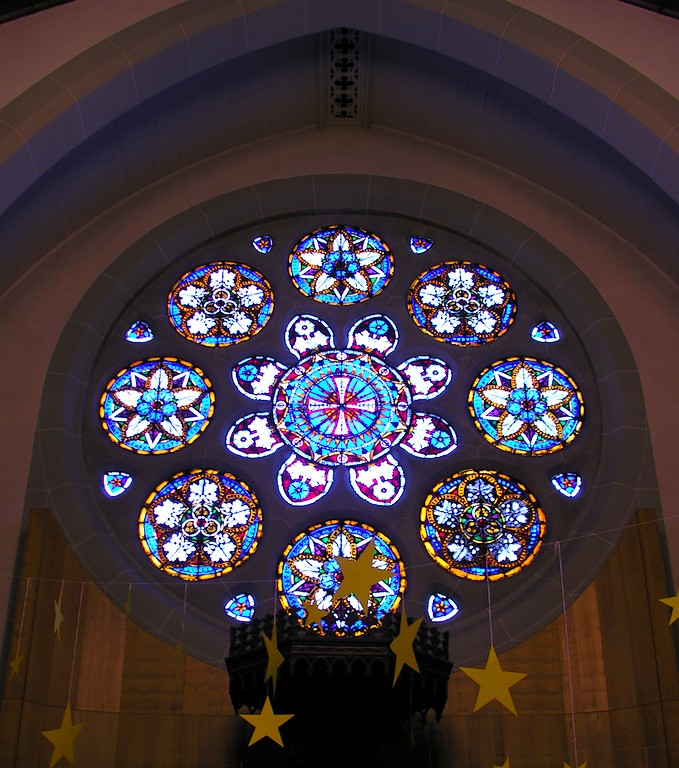
ROSACE : Temple Farel. Un des plus grands vitraux à La Chaux-de-Fonds (XIXe siècle).

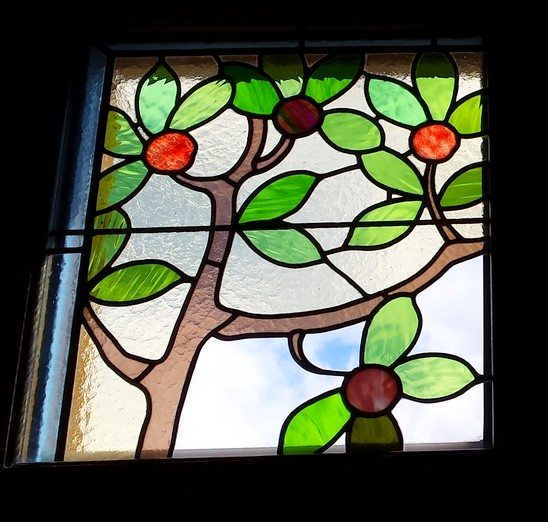
Vitrail Art Nouveau, La Chaux-de-Fonds, rue du Parc.

### Distinctions
- La ville obtient le prix Wakker en 1994.
- En 2007, elle est classée 10e au palmarès des Cités de l'énergie[83] et a joué le rôle de pionnière dans ce domaine[réf. nécessaire] notamment en mettant en place un système perfectionné de chauffage à distance.
- En 2009, elle est inscrite sur la Liste du patrimoine mondial de l'UNESCO.

### Bibliothèques et archives
- Bibliothèques de la ville (plusieurs fonds d'archives exceptionnels et une phonothèque/discothèque très fournie)
- Centre de documentation et d'étude sur la langue internationale

### Héraldique
| Blason | Blasonnement : Tiercé en fasce : au 1 d'azur à trois étoiles d'argent, au 2 d'argent à la ruche d'or accostée d'abeilles du même, au 3 échiqueté d'azur et d'argent de sept tirs et trois traits. |

### Personnalités liées à la commune
- Albert Béguin (1901-1957), critique littéraire, né à La Chaux-de-Fonds.
- Pierre Béguin (1903-1978), frère du précédent, journaliste, né à La Chaux-de-Fonds.
- Laurent Bourgnon (1966-2015), navigateur, né à La Chaux-de-Fonds.
- Yvan Bourgnon (1971-), navigateur, né à La Chaux-de-Fonds.
- Rodolphe Cattin, designer horloger et joailler qui a grandi et étudié à La Chaux-de-Fonds.
- Blaise Cendrars (1887-1961), écrivain, né à La Chaux-de-Fonds.
- Pierre Ceresole (1879-1945) pacifiste, fondateur du Service Civil International a enseigné au Lyée de La Chaux-de-Fonds.
- Louis Chevrolet (1878-1941), constructeur automobile, né à La Chaux-de-Fonds.
- Arthur Chevrolet (1884-1946), frère du précédent, constructeur automobile, né à La Chaux-de-Fonds.
- Claude Darbellay, écrivain, vit à Cortaillod (travaillait à la Chaux-de-Fonds, au Lycée Blaise-Cendrars).
- Eugénie Droz (1893-1976), éditrice, née à La Chaux-de-Fonds.
- Georges Dubois (1902-1993), parasitologiste, né à La Chaux-de-Fonds
- André Evrard (1936-2021), peintre et graveur suisse.
- André Gaillard (1921-2010), architecte, né à La Chaux-de-Fonds.
- Lucien Girardier (chercheur et professeur en physiologie et neurologie) (1929-2024), né à La Chaux-de-Fonds.
- Suzanne Girault (1882-1973), militante et élue du Parti communiste français, née à La Chaux-de-Fonds.
- Adrien Graizely (1845-1925), syndicaliste, né à La Chaux-de-Fonds.
- André Labhardt (1911-2003), professeur à l'Université de Neuchâtel et directeur de l'Institut suisse de Rome, né à La Chaux-de-Fonds.
- Claude Lebet (1956-), luthier, né à La Chaux-de-Fonds.
- Le Corbusier (1887-1965), architecte, né à La Chaux-de-Fonds.
- Charles-Alfred Michel (1854-1935), historien conservateur-adjoint du Musée d'art et d'histoire de Neuchâtel, né à La Chaux-de-Fonds.
- Robert Nicoïdski (1931-1996), artiste peintre, né à La Chaux-de-Fonds.
- Michel Pandel (1929-1978), artiste peintre et lithographe, né à La Chaux-de-Fonds.
- Plonk et Replonk, collectif de graphistes et éditeurs humoristiques.
- Eugène-Henri Perrochet (1884-1958), éditeur de cartes postales.
- Jeanne Perrochet (1878-1956), sculptrice.
- Willy-André Prestre (1895-1980), romancier et aventurier, né à La Chaux-de-Fonds.
- Léopold Robert (1794-1835) peintre romantique né à La Chaux-de-Fonds.
- Manuel Ruedi (1962-), mammalogiste, né à la Chaux-de-Fonds.
- Monique Saint-Hélier (1895-1955), écrivaine, née à La Chaux-de-Fonds.
- Renato Salvi (1956-), architecte.
- Thomas Sandoz (1967-), écrivain, vit à La Chaux-de-Fonds.
- Adrienne von Speyr (1902-1967), médecin, femme de lettres et mystique, née à La Chaux-de-Fonds.
- Yves Velan (1925-2017), écrivain.
- Jean-Bernard Vuillème (1950-), écrivain et critique littéraire, a passé son enfance à La Chaux-de-Fonds.